# Satélite asteroidal
Un satélite asteroidal (o luna) es un objeto astronómico que gira en torno a otro asteroide como su satélite natural. Hasta junio de 2019, se han detectado 357 asteroides conocidos que poseen uno o varios satélites, o sospechosos de tenerlos. El descubrimiento de los satélites en los asteroides (y los objetos binarios, en general) es importante porque la determinación de sus órbitas proporciona estimaciones sobre la masa y la densidad de la primaria, lo que permite conocer sus propiedades físicas que, de otro modo, no sería posible de otra manera. Los asteroides con satélites grandes generalmente se denominan asteroides binarios. El término asteroide doble se usa a veces para los sistemas en que el asteroide y su satélite son aproximadamente del mismo tamaño.[cita requerida]
El origen de los satélites asteroidales no se conoce con certeza y existe una variedad de posibilidades. Una teoría ampliamente aceptada es que estos satélites se forman a partir de los escombros expulsados del asteroide primario tras un impacto. Pueden formarse otros emparejamientos cuando un asteroide pequeño es capturado por la gravedad de uno más grande.
La primera mención de la era moderna de la posibilidad de un satélite en un asteroide se relacionó con la ocultación de la brillante estrella Kaffaljidhma por el asteroide Hebe en 1977. El descubridor fue el astrónomo Paul D. Maley, que detectó una inconfundible desaparición de 0,5 segundos de este estrella a simple vista desde un punto cercano a Victoria, Texas. Horas después, se informó de varias observaciones en México atribuidas a la ocultación por (6) Hebe. Aunque no está confirmado, esto documenta el primer caso documentado formalmente de una presunta compañera de un asteroide.
El primer satélite asteroidal identificado fue Dactyl que gira en torno a Ida. La descubrió la sonda Galileo en 1993. La segunda se descubrió alrededor de Eugenia en 1998. Unos 37 satélites asteroidales se han descubierto con telescopios desde la Tierra. Se han descubierto los satélites asteroidales orbitando el cinturón principal, los asteroide troyanos, los asteroides Apolo, y el cinturón de Kuiper. En 2005, se descubrieron dos satélites girando en torno del asteroide Silvia siendo el primer asteroide triple conocido.
Un ejemplo de un asteroide doble es Antíope, dónde dos componentes iguales en tamaño giran en torno al centro común de gravedad. 

## Terminología
Además de los términos satélite y luna, el término "binario" (asteroide binario) a veces se usa para asteroides con dos lunas, y "triple" para asteroides con tres lunas. Si un objeto es mucho mayor, puede denominarse primario y su compañero secundario. El término asteroide doble se utiliza a veces para sistemas en los que el asteroide y su luna tienen aproximadamente el mismo tamaño, mientras que el binario tiende a usarse independientemente de los tamaños relativos de los componentes. Cuando los asteroides binarios son similares en tamaño, el Centro de Planetas Menores (MPC) se refiere a ellos como "compañeros binarios" en lugar de referirse al cuerpo más pequeño como un satélite. Un buen ejemplo de un binario real es el sistema Antiope, identificado en agosto de 2000. Los satélites pequeños a menudo se denominan luna menor.

## Hitos de descubrimiento
Antes de la era del telescopio espacial Hubble y las sondas espaciales que llegaban al Sistema Solar exterior, los intentos de detectar satélites alrededor de los asteroides se limitaban a observaciones ópticas desde la Tierra. Por ejemplo, en 1978, las observaciones de ocultación estelar fueron reclamadas como evidencia de un satélite para el asteroide (532) Herculina. Sin embargo, más tarde, las imágenes más detalladas del telescopio Hubble revelaron que no era un satélite, y el consenso actual es que Herculina no tiene satélite. Salieron otros informes similares de asteroides con compañeros (generalmente conocidos como satélites) en los años siguientes. Además, una carta en la revista Sky & Telescope en ese momento señalaba cráteres de impacto aparentemente simultáneos en la Tierra (por ejemplo, los Lagos Clearwater en Quebec), sugiriendo que estos cráteres fueron causados por pares de objetos gravitacionalmente unidos.
En 1993, se confirmó la primera luna de un asteroide cuando la sonda Galileo descubrió el pequeño Dactyl que orbita (243) Ida en el cinturón de asteroides. La segunda fue descubierta en (45) Eugenia en 1998. En 2001, (617) Patroclus y su compañero del mismo tamaño, Menoetius, se convirtieron en los primeros asteroides binarios conocidos en la zona de troyanos de Júpiter. El primer binario transneptuniano después de Plutón-Caronte, 1998 WW31, se descubrió en 2002.

### Sistemas triples
Los asteroides triples o trinarios se conocen desde 2005, cuando se descubrió que el asteroide (87) Sylvia tenía dos satélites, lo que lo convierte en el primer sistema triple conocido. A este descubrimiento le sigue el hallazgo de una segunda luna en órbita alrededor de (45) Eugenia. En el mismo año 2005, se descubrió que el planeta enano Haumea tenía dos lunas, lo que lo convierte en el segundo objeto transneptuniano después del descubrimiento de más lunas orbitando Plutón. Además, en 2008 y 2009 respectivamente, se descubrió que (216) Kleopatra y (93) Minerva eran asteroides trinarios. Desde que se descubrieron los primeros planetas triples menores, se siguen descubriendo más a un ritmo de uno al año aproximadamente. Recientemente se descubrieron dos lunas que orbitan alrededor del gran asteroide (3122) Florence cerca de la Tierra, lo que eleva el número de sistemas trinarios conocidos en el Sistema Solar hasta 14.
La siguiente tabla enumera todos los satélites de sistemas triples (o multiplicidades más altas) ordenados cronológicamente por su fecha de descubrimiento, comenzando con Caronte, descubierto en 1978.
| Asteroide           | Asteroide              | Satélite           | Satélite             | Satélite      | Satélite         |
| Designación         | Clase orbital          | Designación        | Fecha descubrimiento | Fecha anuncio | Trinario anuncio |
| ------------------- | ---------------------- | ------------------ | -------------------- | ------------- | ---------------- |
| (134340) Pluto      | TNO                    | Caronte            | 22/06/1978           | 07/07/1978    | 31/102005        |
| (45) Eugenia        | Cinturón de asteroides | Petit Prince       | 01/11/1998           | 20/03/1999    | 07/03/2007       |
| (87) Sylvia         | Cinturón de asteroides | Rómulo             | 18/02/2001           | 11/08/2005    | 11/08/2005       |
| (107) Camilla       | Cinturón de asteroides | S/2001 (107) 1     | 01/03/2001           | 19/03/2001    | 07/08/2016       |
| (47171) Lempo       | TNO                    | Paha               | 08/12/2001           | 10/01/2002    | ??/10/2009       |
| (3749) Balam        | Cinturón de asteroides | S/2002 (3749) 1    | 08/02/2002           | 13/02/2002    | 12/03/2008       |
| (130) Elektra       | Cinturón de asteroides | S/2003 (130) 1     | 15/08/2003           | 17/08/2003    | 16/12/2014       |
| (45) Eugenia        | Cinturón de asteroides | S/2004 (45) 1      | 14/02/2004           | 07/03/2007    | 07/03/2007       |
| (87) Sylvia         | Cinturón de asteroides | Remo               | 09/08/2004           | 11/08/2005    | 11/08/2005       |
| (136108) Haumea     | TNO                    | Hiʻiaka            | 26/01/2005           | 17/09/2008    | 17/09/2008       |
| (134340) Pluto      | TNO                    | Nix                | 15/05/2005           | 31/10/2005    | 31/10/2005       |
| (134340) Pluto      | TNO                    | Hydra              | 15/05/2005           | 31/10/2005    | 31/10/2005       |
| (136108) Haumea     | TNO                    | Namaka             | 30/06/2005           | 17/09/2008    | 17/09/2008       |
| (3749) Balam        | Cinturón de asteroides | S/2007 (3749) 1    | 15/07/2007           | 12/03/2008    | 12/03/2008       |
| (153591) 2001 SN263 | Amor                   | Beta (no oficial)  | 12/02/2008           | 12/02/2008    | 12/02/2008       |
| (153591) 2001 SN263 | Amor                   | Gamma (no oficial) | 12/02/2008           | 12/02/2008    | 12/02/2008       |
| (216) Kleopatra     | Cinturón de asteroides | Alexhelios         | 19/09/2008           | 18/02/2011    | 18/02/2011       |
| (216) Kleopatra     | Cinturón de asteroides | Cleoselene         | 19/09/2008           | 18/02/2011    | 18/02/2011       |
| (2577) Litva        | Cruzan órbita de Marte | S/2009 (2577) 1    | 28/02/2009           | 11/03/2009    | 22/12/2013       |
| (136617) 1994 CC    | Apolo                  | Beta (no oficial)  | 12/06/2009           | 19/06/2009    | 19/06/2009       |
| (136617) 1994 CC    | Apollo                 | Gamma (no oficial) | 12/06/2009           | 19/06/2009    | 19/06/2009       |
| (47171) Lempo       | TNO                    | Hiisi              | ??/10/2009           | ??/10/2009    | ??/10/2009       |
| (93) Minerva        | Cinturón de asteroides | Aegis              | 16/08/2009           | 17/12/2013    | 17/12/2013       |
| (93) Minerva        | Cinturón de asteroides | Gorgoneion         | 16/08/2009           | 17/12/2013    | 17/12/2013       |
| (134340) Pluto      | TNO                    | Cerberos           | 28/06/2011           | 02/07/2013    | 31/10/2005       |
| (2577) Litva        | Cruzan órbita de Marte | S/2012 (2577) 1    | 22/06/2012           | 22/12/2013    | 22/12/2013       |
| (134340) Pluto      | TNO                    | Estigia            | 26/06/2012           | 02/07/2013    | 31/10/2005       |
| (130) Elektra       | Cinturón de asteroides | S/2014 (130) 1     | 06/12/2014           | 16/12/2014    | 16/12/2014       |
| (107) Camilla       | Cinturón de asteroides | S/2016 (107) 1     | 29/05/2015           | 07/08/2016    | 07/08/2016       |
| (3122) Florence     | Amor                   | S/2017 (3122) 1    | 29/08/2017           | 01/09/2017    | 01/09/2017       |
| (3122) Florence     | Amor                   | S/2017 (3122) 2    | 29/08/2017           | 01/09/2017    | 01/09/2017       |

## Comunalidad
Los datos sobre poblaciones de objetos binarios todavía son imprecisas. Además del inevitable sesgo de observación (dependencia de la distancia desde la Tierra, el tamaño, el albedo y la separación de los componentes), la frecuencia parece ser diferente entre las distintas categorías de objetos. Entre los asteroides, se estima que el 2% tendría satélites. Entre los objetos transneptunianos (TNO), se estima que un 11% son objetos binarios o múltiples, y la mayoría de los TNO grandes tienen al menos un satélite, incluidos los cuatro planetas enanos incluidos en la lista de la IAU.
Se conocen más de 50 asteroides binarios en cada uno de los principales grupos: asteroides cercanos a la Tierra, cinturón de asteroides y objetos transneptunianos, sin incluir numerosas afirmaciones basadas únicamente en la variación de la curva de luz.
Entre los centauros, se han encontrado hasta ahora dos binarios, con ejes semi-mayores más pequeños que Neptuno. Ambos son sistemas de doble anillo alrededor de (2060) Chiron y (10199) Chariklo, descubiertos en 1994-2011 y 2013 respectivamente.

## Origen
El origen de los satélites de los asteroides no se conoce actualmente con certeza, existiendo una variedad de teorías. La teoría más ampliamente aceptada es que los satélites se formaron a partir de escombros expulsados del principal asteroide por un impacto. También se pueden formar otros pares cuando un objeto pequeño es capturado por la gravedad de uno más grande.
La formación por colisión está limitada por el momento angular de los componentes, es decir, por las masas y su separación. Los binarios cercanos se ajustan a este modelo (por ejemplo, Plutón-Charon). Sin embargo, es poco probable que los binarios distantes, con componentes de tamaño comparable, hayan seguido este proceso, a menos que se haya perdido una masa considerable en el evento.
Las distancias de los componentes para los binarios conocidos varían desde unos pocos cientos de kilómetros ((243) Ida, (3749) Balam) hasta más de 3000 km ((379) Huenna) para los asteroides. Entre los TNO, las separaciones conocidas varían de 3.000 a 50.000 km.

## Poblaciones y clases
Lo que es "típico" para un sistema binario tiende a depender de su ubicación en el Sistema Solar (presumiblemente debido a los diferentes modos de origen y vida útil de dichos sistemas en diferentes poblaciones de asteroides).
- Entre los asteroides próximos a la Tierra, los satélites tienden a orbitar a distancias del orden de 3 a 7 radios primarios, y tienen diámetros dos a varias veces más pequeños que los primarios. Dado que estos binarios son todos cruzan entre los planetas internos, se cree que las tensiones de marea que ocurrieron cuando el objeto padre pasó cerca de un planeta pueden ser responsables de la formación de muchos de ellos, aunque se cree que las colisiones también son un factor en la creación de estos satélites.
- Entre los asteroides ubicados en el cinturón principal, los satélites suelen ser mucho más pequeños que los primarios (una notable excepción es (90) Antiope) y orbitan alrededor de 10 radios primarios de distancia. Muchos de los sistemas binarios aquí son miembros de familias de asteroides, y se espera que una buena proporción de satélites sean fragmentos de un cuerpo principal cuya interrupción después de una colisión de asteroides produjo tanto el primario como el satélite.
- Entre los objetos transneptunianos, es común que los dos componentes orbitales tengan un tamaño similar, y que el eje semi-mayor de sus órbitas sea mucho más grande, aproximadamente de 100 a 1000 radios primarios. Se espera que una proporción significativa de estos binarios sea primordial.
  - Plutón tiene cinco lunas conocidas. Su luna más grande, Caronte, tiene más de la mitad del tamaño de Plutón y es lo suficientemente grande como para orbitar un punto fuera de la superficie de Plutón. De hecho, cada uno orbita el baricentro común entre ellos, con la órbita de Plutón completamente encerrada por la de Caronte; Por lo tanto, forman un sistema binario conocido informalmente como un planeta doble enano. Las otras cuatro lunas de Plutón, Nix, Hidra, Cerbero y Estigia, son mucho más pequeñas y orbitan el sistema Plutón-Caronte.
  - Haumea tiene dos lunas con radios estimados aproximadamente de 155 km (Hiʻiaka) y 85 km (Namaka).
  - Makemake tiene una luna conocida, S/2015 (136472) 1, estimada en unos 160 kilómetros (100 millas) de diámetro.
  - Eris tiene una luna conocida, Disnomia. Su radio, basado en su brillo, se estima en aproximadamente entre 150 y 350 km.[20]

## Listado
Hasta junio de 2019, se han detectado 357 asteroides con 370 compañeros conocidos. Está agrupados en la siguiente relación:
| # de Sistemas                                                      | Clase Orbital                            | Listas por clases | Descripción |
| ------------------------------------------------------------------ | ---------------------------------------- | ----------------- | --- |
| 72                                                                 | Objeto próximo a la Tierra               | ir a listado      | Tres sistemas con dos satélites: (3122) Florence, (136617) 1994 CC y (153591) 2001 SN263.                                               |
| 28                                                                 | Asteroides que cruzan la órbita de Marte | ir a listado      | Un sistema con dos satélites: (2577) Litva.                                                                                             |
| 165                                                                | Cinturón de asteroides                   | ir a listado      | Ocho sistemas con dos satélites: (45) Eugenia, (87) Sylvia, (93) Minerva, (107) Camilla, (130) Elektra, (216) Kleopatra y (3749) Balam. |
| 5                                                                  | Troyanos de Júpiter                      | ir a listado      | — |
| 2                                                                  | Centauros                                | ir a listado      | Ambos sistemas en forma de sistemas de anillo, probablemente contengan satélites pastores.                                              |
| 87                                                                 | Objetos transneptunianos                 | ir a listado      | Dos sistemas con dos satélites: (47171) Lempo y Haumea; un sistema con cinco satélites: Pluto.                                          |
| Un total de 334 sistemas con 362 lunas y 2 sistemas con 4 anillos. |                                          |                   | |

### Objeto próximo a la Tierra
Existen 72 asteroides conocidos cercanos a la Tierra con satélites o lunas. Los posibles candidatos a binarios con un estado no confirmado se muestran sobre un fondo oscuro.
| Sistema             | Sistema | Sistema | Sistema     | Sistema | Primario | Primario    | Secundario              | Secundario | Secundario | Secundario | Secundario | Refs |
| Designación         | Clase   | De (km) | s/p-ratio   | YOD     | Dp (km)  | RTp (horas) | Designación             | YOD        | Ds (km)    | as (km)    | Ps (horas) | Refs |
| ------------------- | ------- | ------- | ----------- | ------- | -------- | ----------- | ----------------------- | ---------- | ---------- | ---------- | ---------- | --- |
| (1862) Apollo       | APO     | 1.55    | 0.052       | 1932    | 1.55     | 3.065       | S/2005 (1862) 1         | 2005       | 0.08       | 3.75       | 27.36      | BIN JPL LCDB] (enlace roto disponible en Internet Archive; véase el historial, la primera versión y la última).      |
| (1866) Sisyphus     | APO     | 8.48    | 0.1         | 1972    | 8.44     | 2.3909      | S/1985 (1866) 1         | 1985       | 0.8        | 20         | 27.12      | BIN JPL LCDB] (enlace roto disponible en Internet Archive; véase el historial, la primera versión y la última).      |
| (3122) Florence     | AMO     | 4.40    | 0.04        | 1981    | 4.4      | 2.3581      | S/2017 (3122) 1         | 2017       | 0.2        | 4.7        | 7.2        | BIN JPL LCDB] (enlace roto disponible en Internet Archive; véase el historial, la primera versión y la última).      |
| (3122) Florence     | AMO     | 4.40    | 0.04        | 1981    | 4.4      | 2.3581      | S/2017 (3122) 2         | 2017       | 0.2        | 9.8        | 24         | BIN JPL LCDB] (enlace roto disponible en Internet Archive; véase el historial, la primera versión y la última).      |
| (3671) Dionysus     | AMO     | 1.46    | 0.2         | 1984    | 1.43     | 2.705       | S/1997 (3671) 1         | 1997       | 0.29       | 3.4        | 27.744     | BIN JPL LCDB] (enlace roto disponible en Internet Archive; véase el historial, la primera versión y la última).      |
| (5143) Heracles     | APO     | 3.65    | 0.167       | 1991    | 3.6      | 2.706       | S/2011 (5143) 1         | 2011       | 0.6        | 4          | 15.5       | BIN JPL LCDB] (enlace roto disponible en Internet Archive; véase el historial, la primera versión y la última).      |
| (5381) Sekhmet      | ATE     | 1.04    | 0.3         | 1991    | 1        | 2.7         | S/2003 (5381) 1         | 2003       | 0.3        | 1.54       | 12.5       | BIN JPL LCDB] (enlace roto disponible en Internet Archive; véase el historial, la primera versión y la última).      |
| (5646) 1990 TR      | AMO     | 2.72    | 0.18+       | 1990    | 2.68     | 3.1999      | S/2012 (5646) 1         | 2012       | 0.48       | 5.1        | 19.4712    | BIN JPL LCDB] (enlace roto disponible en Internet Archive; véase el historial, la primera versión y la última).      |
| (7088) Ishtar       | AMO     | 1.51    | 0.42        | 1992    | 1.39     | 2.679       | S/2006 (7088) 1         | 2006       | 0.58       | 2.8        | 20.6496    | BIN JPL LCDB] (enlace roto disponible en Internet Archive; véase el historial, la primera versión y la última).      |
| (7888) 1993 UC      | APO     | 2.72    | –           | 1993    | 2.72     | 2.34        | S/2013 (7888) 1         | 2013       | –          | 7          | 35.04      | BIN JPL LCDB] (enlace roto disponible en Internet Archive; véase el historial, la primera versión y la última).      |
| (15745) Yuliya      | AMO     | 1.2     | 0.46+       | 1991    | 1.1      | 3.2495      | S/2018 (15745) 1        | 2018       | 0.5+       | 1.5        | 11.735     | BIN JPL LCDB] (enlace roto disponible en Internet Archive; véase el historial, la primera versión y la última).      |
| (31345) 1998 PG     | AMO     | 0.94    | 0.3         | 1998    | 0.9      | 2.51620     | S/2001 (31345) 1        | 2001       | 0.27       | 1.4        | 14.0064    | BIN JPL LCDB] (enlace roto disponible en Internet Archive; véase el historial, la primera versión y la última).      |
| (35107) 1991 VH     | APO     | 1.12    | 0.4         | 1991    | 1.04     | 2.624       | S/1997 (35107) 1        | 1997       | 0.42       | 3.26       | 32.64      | BIN JPL LCDB] (enlace roto disponible en Internet Archive; véase el historial, la primera versión y la última).      |
| (53110) 1999 AR7    | AMO     | 1.5     | 0.41+       | 1999    | 1.4      | 2.7375      | S/2015 (53110) 1        | 2015       | 0.6+       | 3.8        | 31.32      | BIN JPL LCDB] (enlace roto disponible en Internet Archive; véase el historial, la primera versión y la última).      |
| (65803) Didymos     | AMO     | 0.77    | 0.22        | 1996    | 0.75     | 2.259       | S/2003 (65803) 1        | 2003       | 0.17       | 1.18       | 11.8992    | BIN JPL LCDB] (enlace roto disponible en Internet Archive; véase el historial, la primera versión y la última).      |
| (66063) 1998 RO1    | ATE     | 0.89    | 0.48        | 1998    | 0.8      | 2.492       | S/2002 (66063) 1        | 2002       | 0.38       | 1.2        | 14.5392    | BIN JPL LCDB] (enlace roto disponible en Internet Archive; véase el historial, la primera versión y la última).      |
| (66391) 1999 kW4    | ATE     | 1.39    | 0.341       | 1999    | 1.317    | 2.7645      | S/2001 (66391) 1        | 2001       | 0.451      | 2.548      | 17.4216    | BIN JPL LCDB Archivado el 22 de septiembre de 2019 en Wayback Machine.                                               |
| (68063) 2000 YJ66   | AMO     | 2.3     | –           | 2000    | 2.3      | 2.1102      | S/2014 (68063) 1        | 2014       | –          | –          | –          | BIN JPL LCDB] (enlace roto disponible en Internet Archive; véase el historial, la primera versión y la última).      |
| (69230) Hermes      | APO     | 0.81    | 0.9         | 1937    | 0.6      | 13.894      | S/2003 (69230) 1        | 2003       | 0.54       | 1.1        | 13.8936    | BIN JPL LCDB] (enlace roto disponible en Internet Archive; véase el historial, la primera versión y la última).      |
| (85938) 1999 DJ4    | APO     | 0.48    | 0.5         | 1999    | 0.43     | 2.514       | S/2004 (85938) 1        | 2004       | 0.21       | 0.8        | 17.7312    | BIN JPL LCDB] (enlace roto disponible en Internet Archive; véase el historial, la primera versión y la última).      |
| (88710) 2001 SL9    | APO     | 1       | 0.28        | 2001    | 0.96     | 2.4         | S/2001 (88710) 1        | 2001       | 0.2        | 1.6        | 16.399     | BIN JPL LCDB] (enlace roto disponible en Internet Archive; véase el historial, la primera versión y la última).      |
| (136617) 1994 CC    | APO     | 0.64    | 0.182 0.129 | 1994    | 0.62     | 2.3886      | Beta S/2009 (136617) 1  | 2009       | 0.113      | 1.729      | 29.832     | BIN JPL LCDB Archivado el 25 de abril de 2017 en Wayback Machine.                                                    |
| (136617) 1994 CC    | APO     | 0.64    | 0.182 0.129 | 1994    | 0.62     | 2.3886      | Gamma S/2009 (136617) 2 | 2009       | 0.08       | 6.130      | 201.024    | BIN JPL LCDB Archivado el 25 de abril de 2017 en Wayback Machine.                                                    |
| (136993) 1998 ST49  | APO     | 0.69    | 0.109       | 1998    | 0.69     | 2.302       | S/2012 (136993) 1       | 2012       | 0.08       | –          | –          | BIN JPL LCDB] (enlace roto disponible en Internet Archive; véase el historial, la primera versión y la última).      |
| (137170) 1999 HF1   | ATE     | 3.73    | 0.23        | 1999    | 3.64     | 2.319       | S/1999 (137170) 1       | 1999       | 0.84       | 7.3        | 14.01696   | BIN JPL LCDB] (enlace roto disponible en Internet Archive; véase el historial, la primera versión y la última).      |
| (138095) 2000 DK79  | AMO     | 2.18    | –           | 2000    | 2.18     | 4.243       | S/2013 (138095) 1       | 2013       | –          | –          | –          | BIN JPL LCDB] (enlace roto disponible en Internet Archive; véase el historial, la primera versión y la última).      |
| (153591) 2001 SN263 | AMO     | 2.85    | 0.408 0.177 | 2001    | 2.6      | 3.425       | Beta S/2008 (153591) 1  | 2008       | 1.06       | 16.633     | 149.4      | BIN JPL LCDB] (enlace roto disponible en Internet Archive; véase el historial, la primera versión y la última).      |
| (153591) 2001 SN263 | AMO     | 2.85    | 0.408 0.177 | 2001    | 2.6      | 3.425       | Gamma S/2008 (153591) 2 | 2008       | 0.46       | 3.804      | 16.464     | BIN JPL LCDB] (enlace roto disponible en Internet Archive; véase el historial, la primera versión y la última).      |
| (153958) 2002 AM31  | APO     | 0.46    | 0.25        | 2002    | 0.45     | 2.817       | S/2012 (153958) 1       | 2012       | 0.11       | 1.5        | 26.304     | BIN JPL LCDB] (enlace roto disponible en Internet Archive; véase el historial, la primera versión y la última).      |
| (162000) 1990 OS    | APO     | 0.3     | 0.167       | 1990    | 0.3      | 2.536       | S/2003 (162000) 1       | 2003       | 0.05       | 0.6        | 21         | BIN JPL LCDB] (enlace roto disponible en Internet Archive; véase el historial, la primera versión y la última).      |
| (162483) 2000 PJ5   | ATE     | 0.62    | 0.5         | 2000    | 0.55     | 2.642       | S/2005 (162483) 1       | 2005       | 0.28       | 1.05       | 14.16      | BIN JPL LCDB] (enlace roto disponible en Internet Archive; véase el historial, la primera versión y la última).      |
| (163693) Atira      | ATI     | 4.9     | 0.21        | 2003    | 4.8      | 2.9745      | S/2017 (163693) 1       | 2017       | 1          | 6          | 15.504     | BIN JPL LCDB] (enlace roto disponible en Internet Archive; véase el historial, la primera versión y la última).      |
| (164121) 2003 YT1   | APO     | 1.12    | 0.191       | 2003    | 1.1      | 2.343       | S/2004 (164121) 1       | 2004       | 0.21       | 3.93       | 36.696     | BIN JPL LCDB Archivado el 21 de abril de 2018 en Wayback Machine.                                                    |
| (175706) 1996 FG3   | APO     | 1.69    | 0.28        | 1996    | 1.69     | 3.595195    | S/1998 (175706) 1       | 1998       | 0.49       | 3          | 16.1508    | BIN JPL LCDB] (enlace roto disponible en Internet Archive; véase el historial, la primera versión y la última).      |
| (185851) 2000 DP107 | APO     | 0.85    | 0.41        | 2000    | 0.8      | 2.774       | S/2000 (185851) 1       | 2000       | 0.3        | 2.62       | 42.192     | BIN JPL LCDB] (enlace roto disponible en Internet Archive; véase el historial, la primera versión y la última).      |
| (190166) 2005 UP156 | AMO     | 1.05    | –           | 2005    | 1.045    | 40.542      | S/2017 (190166) 1       | 2017       | –          | –          | –          | BIN JPL LCDB] (enlace roto disponible en Internet Archive; véase el historial, la primera versión y la última).      |
| (190208) 2006 AQ    | AMO     | 1.06    | –           | 2006    | 1.06     | 182         | S/2015 (190208) 1       | 2015       | –          | –          | –          | BIN JPL LCDB] (enlace roto disponible en Internet Archive; véase el historial, la primera versión y la última).      |
| (226514) 2003 UX34  | APO     | 0.28    | 0.5         | 2003    | 0.25     | –           | S/2017 (226514) 1       | 2017       | 0.1        | –          | –          | BIN JPL LCDB] (enlace roto disponible en Internet Archive; véase el historial, la primera versión y la última).      |
| (250162) 2002 TY57  | AMO     | 0.38    | 0.18+       | 2002    | 0.37     | 2.5001      | S/2018 (250162) 1       | 2018       | 0.07+      | 0.5        | 10.76      | BIN JPL LCDB] (enlace roto disponible en Internet Archive; véase el historial, la primera versión y la última).      |
| (276049) 2002 CE26  | APO     | 3.46    | 0.087       | 2002    | 3.46     | 3.2931      | S/2004 (276049) 1       | 2004       | 0.3        | 4.7        | 15.6       | BIN JPL LCDB] (enlace roto disponible en Internet Archive; véase el historial, la primera versión y la última).      |
| (285263) 1998 QE2   | AMO     | 3.09    | 0.25        | 1998    | 3.2      | 4.751       | S/2013 (285263) 1       | 2013       | 0.8        | 6.212      | 31.3104    | BIN JPL LCDB Archivado el 7 de marzo de 2020 en Wayback Machine.                                                     |
| (310560) 2001 QL142 | APO     | 0.92    | –           | 2001    | 0.92     | –           | S/2017 (310560) 1       | 2017       | –          | –          | –          | BIN JPL LCDB] (enlace roto disponible en Internet Archive; véase el historial, la primera versión y la última).      |
| (311066) 2004 DC    | APO     | 0.37    | 0.2         | 2004    | 0.36     | 2.6         | S/2006 (311066) 1       | 2006       | 0.07       | 0.75       | 23.04      | BIN JPL LCDB] (enlace roto disponible en Internet Archive; véase el historial, la primera versión y la última).      |
| (348400) 2005 JF21  | AMO     | 0.6     | 0.18        | 2005    | 0.6      | 2.4144      | S/2015 (348400) 1       | 2015       | 0.11       | 0.9        | 14.736     | BIN JPL LCDB] (enlace roto disponible en Internet Archive; véase el historial, la primera versión y la última).      |
| (357439) 2004 BL86  | APO     | 0.33    | 0.21        | 2004    | 0.32     | 2.6         | S/2015 (357439) 1       | 2015       | 0.07       | 0.5        | 14.4       | BIN JPL LCDB Archivado el 28 de febrero de 2020 en Wayback Machine.                                                  |
| (363027) 1998 ST27  | ATE     | 0.81    | 0.15        | 1998    | 0.8      | 3-          | S/2001 (363027) 1       | 2001       | 0.12       | 4.5        | 98.4       | BIN JPL LCDB] (enlace roto disponible en Internet Archive; véase el historial, la primera versión y la última).      |
| (363067) 2000 CO101 | APO     | 0.62    | 0.065       | 2000    | 0.62     | 5.12        | S/2009 (363067) 1       | 2009       | 0.04       | 0.61       | 7.2        | BIN JPL LCDB] (enlace roto disponible en Internet Archive; véase el historial, la primera versión y la última).      |
| (363599) 2004 FG11  | APO     | 0.17    | 0.533       | 2004    | 0.15     | 4-          | S/2012 (363599) 1       | 2012       | 0.08-      | 0.25       | 20         | BIN JPL LCDB] (enlace roto disponible en Internet Archive; véase el historial, la primera versión y la última).      |
| (374851) 2006 VV2   | APO     | 1.82    | 0.28        | 2006    | 1.06     | 2.41        | S/2007 (374851) 1       | 2007       | 0.3+       | 1.5        | 5.52       | BIN JPL LCDB] (enlace roto disponible en Internet Archive; véase el historial, la primera versión y la última).      |
| (385186) 1994 AW1   | AMO     | 1.04    | 0.49        | 1994    | 0.94     | 2.519       | S/1994 (385186) 1       | 1994       | 0.46       | 2          | 22.3296    | BIN JPL LCDB] (enlace roto disponible en Internet Archive; véase el historial, la primera versión y la última).      |
| (399307) 1991 RJ2   | AMO     | 0.55    | 0.47+       | 1991    | 0.5      | 3.4907      | S/2014 (399307) 1       | 2014       | 0.24       | 0.86       | 15.91704   | BIN JPL LCDB] (enlace roto disponible en Internet Archive; véase el historial, la primera versión y la última).      |
| (399774) 2005 NB7   | APO     | 0.54    | 0.32+       | 2005    | 0.5      | 3.4883      | S/2008 (399774) 1       | 2008       | 0.2        | 0.6        | 15.2808    | BIN JPL LCDB] (enlace roto disponible en Internet Archive; véase el historial, la primera versión y la última).      |
| (410777) 2009 FD    | APO     | 0.17    | 0.6         | 2009    | 0.15     | 4           | S/2015 (410777) 1       | 2015       | 0.09       | 0.25       | 14.4       | BIN JPL LCDB] (enlace roto disponible en Internet Archive; véase el historial, la primera versión y la última).      |
| (450894) 2008 BT18  | APO     | 0.63    | 0.333       | 2008    | 0.6      | 2.726       | S/2008 (450894) 1       | 2008       | 0.2+       | 1.5        | 28.8       | BIN JPL LCDB] (enlace roto disponible en Internet Archive; véase el historial, la primera versión y la última).      |
| (452561) 2005 AB    | AMO     | 1.95    | 0.24        | 2005    | 1.9+     | 3.339       | S/2005 (2005 AB) 1      | 2005       | 0.46       | 3.4        | 17.9304    | BIN JPL LCDB] (enlace roto disponible en Internet Archive; véase el historial, la primera versión y la última).      |
| (461852) 2006 GY2   | APO     | 0.41    | 0.2         | 2006    | 0.4      | 2.27        | S/2006 (2006 GY2) 1     | 2006       | 0.08       | 0.5        | 11.7       | BIN JPL LCDB] (enlace roto disponible en Internet Archive; véase el historial, la primera versión y la última).      |
| (481532) 2007 LE    | APO     | 0.53    | 0.36        | 2007    | 0.5      | 2.603       | S/2012 (2007 LE) 1      | 2012       | 0.18       | 1.4        | 33.504     | BIN JPL LCDB] (enlace roto disponible en Internet Archive; véase el historial, la primera versión y la última).      |
| (488453) 1994 XD    | APO     | 0.62    | 0.25        | 1994    | 0.6      | 2.736       | S/2005 (1994 JD) 1      | 2005       | 0.15+      | 0.6        | 17.976     | BIN JPL LCDB] (enlace roto disponible en Internet Archive; véase el historial, la primera versión y la última).      |
| (494658) 2000 UG11  | APO     | 0.29    | 0.5         | 2000    | 0.26     | 4.44        | S/2000 (2000 UG11) 1    | 2000       | 0.13       | 0.426      | 18.4       | BIN JPL LCDB] (enlace roto disponible en Internet Archive; véase el historial, la primera versión y la última).      |
| (523625) 2008 DG17  | APO     | 0.38    | –           | 2008    | 0.38     | –           | S/2013 (2008 DG17) 1    | 2013       | –          | –          | –          | BIN JPL LCDB] (enlace roto disponible en Internet Archive; véase el historial, la primera versión y la última).      |
| (523775) 2014 YB35  | APO     | 0.34    | 0.5-        | 2014    | 0.3      | –           | S/2015 (2014 YB35) 1    | 2015       | 0.15-      | –          | –          | BIN JPL LCDB] (enlace roto disponible en Internet Archive; véase el historial, la primera versión y la última).      |
| 1994 CJ1            | APO     | 0.21-   | 1           | 1994    | 0.15-    | 30          | S/2014 (1999 CJ1) 1     | 2014       | 0.15-      | 0.525      | 30         | BIN JPL 1999+CJ1 (enlace roto disponible en Internet Archive; véase el historial, la primera versión y la última).   |
| 2002 BM26           | AMO     | 0.61    | 0.167       | 2002    | 0.6      | 2.7         | S/2002 (2002 BM26) 1    | 2002       | 0.1        | 1.4        | 25.8       | BIN JPL 2002+BM26 (enlace roto disponible en Internet Archive; véase el historial, la primera versión y la última).  |
| 2002 KK8            | AMO     | 0.51    | 0.2         | 2002    | 0.5      | –           | S/2002 (2002 KK8) 1     | 2002       | 0.1        | –          | –          | BIN JPL 2002+KK8 (enlace roto disponible en Internet Archive; véase el historial, la primera versión y la última).   |
| 2003 SS84           | APO     | 0.13    | 0.5         | 2003    | 0.12     | –           | S/2003 (2003 SS84) 1    | 2003       | 0.06       | 0.27       | 24         | BIN JPL 2003+SS84 (enlace roto disponible en Internet Archive; véase el historial, la primera versión y la última).  |
| 2005 YQ96           | ATE     | 0.27    | –           | 2005    | 0.27     | rot.        | S/2014 (2005 YQ96) 1    | 2014       | –          | –          | –          | BIN JPL 2005+YQ96 (enlace roto disponible en Internet Archive; véase el historial, la primera versión y la última).  |
| 2007 DT103          | APO     | 0.31    | 0.267       | 2007    | 0.3      | 2.703       | S/2007 (2007 DT103) 1   | 2007       | 0.08+      | 0.45       | 13.44      | BIN JPL 2007+DT103 (enlace roto disponible en Internet Archive; véase el historial, la primera versión y la última). |
| 2013 WT44           | APO     | 1.32    | –           | 2013    | 1        | 2.8849      | S/2014 (2013 WT44) 1    | 2014       | –          | –          | –          | BIN JPL 2013+WT44 (enlace roto disponible en Internet Archive; véase el historial, la primera versión y la última).  |
| 2014 WZ120          | APO     | 0.3     | 0.32+       | 2014    | 0.3      | 3.361       | S/2014 (2014 WZ120) 1   | 2014       | 0.1        | 0.5        | 13.665     | BIN JPL 2014+WZ120 (enlace roto disponible en Internet Archive; véase el historial, la primera versión y la última). |
| 2015 TD144          | APO     | 0.1     | –           | 2015    | 0.1      | –           | S/2015 (2015 TD144) 1   | 2015       | –          | –          | –          | BIN JPL 2015+TD144 (enlace roto disponible en Internet Archive; véase el historial, la primera versión y la última). |
| 2016 AZ8            | APO     | 0.47    | 0.43        | 2016    | 0.42     | 7-          | S/2019 (2016 AZ8) 1     | 2019       | 0.18-      | 0.42+      | 7.2        | BIN JPL 2016+AZ8 (enlace roto disponible en Internet Archive; véase el historial, la primera versión y la última).   |
| 2017 RV1            | APO     | 0.3     | –           | 2017    | 0.3      | –           | S/2017 (2017 RV1) 1     | 2017       | –          | –          | –          | BIN JPL 2017+RV1 (enlace roto disponible en Internet Archive; véase el historial, la primera versión y la última).   |
| 2017 YE5            | APO     | 1.3     | 1           | 2017    | 0.9      | 20.6        | S/2018 (2017 YE5) 1     | 2018       | 0.9        | 2.4        | 22.08      | BIN JPL 2017+YE5 (enlace roto disponible en Internet Archive; véase el historial, la primera versión y la última).   |
| 2018 EB             | APO     | 0.24    | –           | 2018    | 0.24     | –           | S/2018 (2018 EB) 1      | 2018       | –          | –          | –          | BIN JPL 2018+EB (enlace roto disponible en Internet Archive; véase el historial, la primera versión y la última).    |
| 2018 TF3            | APO     | 0.28    | 0.23        | 2018    | 0.27     | 2.4398      | S/2018 (2018 TF3) 1     | 2018       | 0.06       | 0.35       | 10.512     | BIN JPL 2018+TF3 (enlace roto disponible en Internet Archive; véase el historial, la primera versión y la última).   |

### Asteroides que cruzan la órbita de Marte
Hay 28 asteroides que cruzan la órbita de Marte con lunas. Los posibles candidatos a binarios con un estado no confirmado se muestran sobre un fondo oscuro.
| Sistema             | Sistema | Sistema | Sistema   | Sistema | Primario | Primario    | Secundario        | Secundario | Secundario | Secundario | Secundario | Refs |
| Designación         | Clase   | De (km) | s/p-radio | YOD     | Dp (km)  | RTp (horas) | Designación       | YOD        | Ds (km)    | as (km)    | Ps (horas) | Refs |
| ------------------- | ------- | ------- | --------- | ------- | -------- | ----------- | ----------------- | ---------- | ---------- | ---------- | ---------- | --- |
| (1139) Atami        | cls.    | 7.81    | 0.833     | 1929    | 6        | 27.45       | S/2005 (1139) 1   | 2005       | 5          | 15+        | 27.456     | BIN JPL LCDB] (enlace roto disponible en Internet Archive; véase el historial, la primera versión y la última). |
| (1727) Mette        | cls.    | 10.4    | 0.21      | 1965    | 10.18    | 2.98109     | S/2013 (1727) 1   | 2013       | 2.14       | 21         | 20.99      | BIN JPL LCDB] (enlace roto disponible en Internet Archive; véase el historial, la primera versión y la última). |
| (2044) Wirt         | cls.    | 6.66    | 0.25      | 1950    | 6.46     | 3.6898      | S/2006 (2044) 1   | 2006       | 1.62       | 12         | 18.9696    | BIN JPL LCDB] (enlace roto disponible en Internet Archive; véase el historial, la primera versión y la última). |
| (2449) Kenos        | cls.    | 6.2     | 0.23      | 1978    | 6        | 3.8481      | S/2015 (2449) 1   | 2015       | 1.4        | 10         | 15.84      | BIN JPL LCDB] (enlace roto disponible en Internet Archive; véase el historial, la primera versión y la última). |
| (2577) Litva        | cls.    | 4.4     | 0.35 0.3  | 1975    | 4        | 2.813       | S/2009 (2577) 1   | 2009       | 1.4        | 21         | 35.88      | BIN JPL LCDB Archivado el 10 de julio de 2021 en Wayback Machine.                                               |
| (2577) Litva        | cls.    | 4.4     | 0.35 0.3  | 1975    | 4        | 2.813       | S/2012 (2577) 1   | 2012       | 1.2        | 378        | 5136       | BIN JPL LCDB Archivado el 10 de julio de 2021 en Wayback Machine.                                               |
| (3873) Roddy        | cls.    | 7.51    | 0.27      | 1984    | 7.25     | 2.47900     | S/2012 (3873) 1   | 2012       | 1.96       | 14         | 19.24      | BIN JPL LCDB] (enlace roto disponible en Internet Archive; véase el historial, la primera versión y la última). |
| (4435) Holt         | cls.    | 5.03    | 0.34+     | 1983    | 4.76     | 2.867       | S/2017 (4435) 1   | 2017       | 1.62+      | 16         | 42.648     | BIN JPL LCDB] (enlace roto disponible en Internet Archive; véase el historial, la primera versión y la última). |
| (5261) Eureka       | cls.    | 1.28    | 0.39+     | 1990    | 1.19     | 2.6902      | S/2011 (5261) 1   | 2011       | 0.46       | 2.1        | 16.9296    | BIN JPL LCDB Archivado el 29 de septiembre de 2020 en Wayback Machine.                                          |
| (5407) 1992 AX      | cls.    | 3.98    | 0.2       | 1992    | 3.9      | 2.549       | S/1997 (5407) 1   | 1997       | 0.78       | 5.8        | 13.5192    | BIN JPL LCDB] (enlace roto disponible en Internet Archive; véase el historial, la primera versión y la última). |
| (7002) Bronshten    | cls.    | 3.12    | 0.24+     | 1971    | 3.03     | 2.67025     | S/2018 (7002) 1   | 2018       | 0.73+      | 4.5        | 13.32      | BIN JPL LCDB] (enlace roto disponible en Internet Archive; véase el historial, la primera versión y la última). |
| (7369) Gavrilin     | cls.    | 7.92    | 0.32+     | 1975    | 7.54     | 49.12       | S/2007 (7369) 1   | 2007       | 2.41       | 27         | 49.128     | BIN JPL LCDB] (enlace roto disponible en Internet Archive; véase el historial, la primera versión y la última). |
| (8373) Stephengould | unus.   | 5.48    | 0.27-     | 1992    | 5.29     | 4.435       | S/2010 (8373) 1   | 2010       | 1.43       | 15         | 34.152     | BIN JPL LCDB] (enlace roto disponible en Internet Archive; véase el historial, la primera versión y la última). |
| (12008) Kandrup     | cls.    | 4.2     | 0.75      | 1996    | 3.4      | 32.9034     | S/2016 (12008) 1  | 2016       | 2.6        | 10         | 32.904     | BIN JPL LCDB] (enlace roto disponible en Internet Archive; véase el historial, la primera versión y la última). |
| (15700) 1987 QD     | cls.    | 4.15    | 0.31      | 1987    | 3.96     | 3.0586      | S/2010 (15700) 1  | 2010       | 1.23       | 14         | 50.4       | BIN JPL LCDB] (enlace roto disponible en Internet Archive; véase el historial, la primera versión y la última). |
| (16635) 1993 QO     | cls.    | 4.77    | 0.27+     | 1993    | 4.61     | 7.622       | S/2007 (16635) 1  | 2007       | 1.24       | 12         | 32.256     | BIN JPL LCDB] (enlace roto disponible en Internet Archive; véase el historial, la primera versión y la última). |
| (23621) 1996 PA     | cls.    | 2.5     | 0.27+     | 1996    | 2.4      | 2.6649      | S/2017 (23621) 1  | 2017       | 0.65       | 5          | 20.60      | BIN JPL LCDB] (enlace roto disponible en Internet Archive; véase el historial, la primera versión y la última). |
| (24495) Degroff     | cls.    | 3.5     | –         | 2001    | 3.26     | 24.083      | S/2017 (24495) 1  | 2017       | –          | –          | 2.7375     | BIN JPL LCDB] (enlace roto disponible en Internet Archive; véase el historial, la primera versión y la última). |
| (26074) Carlwirtz   | cls.    | 3.62    | –         | 1977    | 3.62     | 2.4593      | S/2013 (26074) 1  | 2013       | –          | 6.1        | 16.1112    | BIN JPL LCDB] (enlace roto disponible en Internet Archive; véase el historial, la primera versión y la última). |
| (26471) Tracybecker | cls.    | 6.05    | 0.36      | 2000    | 5.69     | 2.687       | S/2009 (26471) 1  | 2009       | 2.05       | 18         | 39.288     | BIN JPL LCDB] (enlace roto disponible en Internet Archive; véase el historial, la primera versión y la última). |
| (32039) 2000 JO23   | cls.    | 4.15    | 0.32+     | 2000    | 3.96     | 6.5979      | S/2007 (32039) 1  | 2007       | 1.27       | 53         | 360        | BIN JPL LCDB] (enlace roto disponible en Internet Archive; véase el historial, la primera versión y la última). |
| (34706) 2001 OP83   | cls.    | 3.62    | 0.28      | 2001    | 3.48     | 2.5644      | S/2005 (34706) 1  | 2005       | 0.98       | 7          | 20.76      | BIN JPL LCDB] (enlace roto disponible en Internet Archive; véase el historial, la primera versión y la última). |
| (51356) 2000 RY76   | cls.    | 3.3     | 0.21+     | 2000    | 3.23     | 2.5572      | S/2012 (51356) 1  | 2012       | 0.68       | 13         | 62.04      | BIN JPL LCDB] (enlace roto disponible en Internet Archive; véase el historial, la primera versión y la última). |
| (53432) 1999 UT55   | cls.    | 2.62    | 0.23+     | 1999    | 2.55     | 3.330       | S/2013 (53432) 1  | 2013       | 0.59       | 4          | 14.1       | BIN JPL LCDB] (enlace roto disponible en Internet Archive; véase el historial, la primera versión y la última). |
| (54697) 2001 FA70   | cls.    | 3.3     | 0.19+     | 2001    | 3.2      | 2.7077      | S/2016 (54697) 1  | 2016       | 0.6        | –          | 16.2648    | BIN JPL LCDB] (enlace roto disponible en Internet Archive; véase el historial, la primera versión y la última). |
| (99913) 1997 CZ5    | cls.    | 6.89    | 0.19      | 1997    | 6.77     | 2.83507     | S/2010 (99913)    | 2010       | 1.29       | 11         | 14.6808    | BIN JPL LCDB] (enlace roto disponible en Internet Archive; véase el historial, la primera versión y la última). |
| (100015) 1989 SR7   | cls.    | 2.4     | 0.35      | 1989    | 2.3      | 2.4172      | S/2018 (100015) 1 | 2018       | 0.8        | 4.5        | 20.65      | BIN JPL LCDB] (enlace roto disponible en Internet Archive; véase el historial, la primera versión y la última). |
| (114319) 2002 XD58  | cls.    | 2.62    | –         | 2002    | 2.19     | 2.9649      | S/2005 (114319) 1 | 2005       | –          | –          | 7.954      | BIN JPL LCDB] (enlace roto disponible en Internet Archive; véase el historial, la primera versión y la última). |
| (218144) 2002 RL66  | cls.    | 2.97    | –         | 2002    | –        | 587         | S/2010 (218144) 1 | 2010       | –          | –          | –          | BIN JPL LCDB] (enlace roto disponible en Internet Archive; véase el historial, la primera versión y la última). |

### Cinturón de asteroides
Hay 165 asteroides con lunas en el cinturón de asteroides. Los posibles candidatos a binarios con un estado no confirmado se muestran sobre un fondo oscuro.
| Sistema                 | Sistema | Sistema | Sistema     | Sistema | Primario | Primario    | Secundario                               | Secundario | Secundario | Secundario | Secundario                | Refs |
| Designación             | Clase   | De (km) | s/p-ratio   | YOD     | Dp (km)  | RTp (horas) | Designación                              | YOD        | Ds (km)    | as (km)    | Periodo orbitalPs (horas) | Refs |
| ----------------------- | ------- | ------- | ----------- | ------- | -------- | ----------- | ---------------------------------------- | ---------- | ---------- | ---------- | ------------------------- | --- |
| (22) Kalliope           | cls.    | 168.5   | 0.168       | 1852    | 166.2    | 4.1482      | Linus                                    | 2001       | 28         | 1095       | 86.304                    | BIN JPL LCDB] (enlace roto disponible en Internet Archive; véase el historial, la primera versión y la última). |
| (31) Euphrosyne         | cls.    | 267.08  | 0.025       | 1854    | 267.08   | 5.53        | S/2019 (31) 1                            | 2019       | 6.7        | 677        | 28.8                      | BIN JPL LCDB] (enlace roto disponible en Internet Archive; véase el historial, la primera versión y la última). |
| (41) Daphne             | cls.    | 174     | 0.011       | 1856    | 174      | 5.9880      | Peneius S/2008 (41) 1                    | 2008       | 2-         | 443        | 26.4                      | BIN JPL LCDB] (enlace roto disponible en Internet Archive; véase el historial, la primera versión y la última). |
| (45) Eugenia            | cls.    | 206     | 0.034 0.024 | 1857    | 206      | 5.699       | Petit-Prince S/1998 (45) 1 (Eugenia I)   | 1998       | 7          | 1164       | 113.18                    | BIN JPL LCDB] (enlace roto disponible en Internet Archive; véase el historial, la primera versión y la última). |
| (45) Eugenia            | cls.    | 206     | 0.034 0.024 | 1857    | 206      | 5.699       | S2004 (Eugenia II)                       | 2004       | 5          | 611        | 43.03                     | BIN JPL LCDB] (enlace roto disponible en Internet Archive; véase el historial, la primera versión y la última). |
| (87) Sylvia             | cls.    | 286     | 0.038 0.037 | 1866    | 286      | 5.1836      | Romulus S/2001 (87) (Sylvia I)           | 2001       | 10.8       | 1351       | 87.696                    | BIN JPL LCDB] (enlace roto disponible en Internet Archive; véase el historial, la primera versión y la última). |
| (87) Sylvia             | cls.    | 286     | 0.038 0.037 | 1866    | 286      | 5.1836      | Remus S/2004 (87) (Sylvia II)            | 2004       | 10.6       | 701.6      | 32.952                    | BIN JPL LCDB] (enlace roto disponible en Internet Archive; véase el historial, la primera versión y la última). |
| (90) Antiope            | cls.    | 121     | 0.954       | 1866    | 87.8     | 16.505      | S/2000 (90) 1                            | 2000       | 87.8       | 171        | 16.505                    | BIN JPL LCDB] (enlace roto disponible en Internet Archive; véase el historial, la primera versión y la última). |
| (93) Minerva            | cls.    | 141.6   | 0.028 0.021 | 1867    | 141.6    | 5.9818      | Aegis S/2009 (93) 1 (Minerva I)          | 2009       | 3.6        | 623.5      | 57.744                    | JPL LCDB] (enlace roto disponible en Internet Archive; véase el historial, la primera versión y la última).     |
| (93) Minerva            | cls.    | 141.6   | 0.028 0.021 | 1867    | 141.6    | 5.9818      | Gorgoneion S/2009 (93) 2 (Minerva II)    | 2009       | 3.2        | 375        | 26.7528                   | JPL LCDB] (enlace roto disponible en Internet Archive; véase el historial, la primera versión y la última).     |
| (107) Camilla           | cls.    | 219.37  | 0.073 0.016 | 1868    | 219.37   | 4.8439      | S/2001 (107) 1                           | 2001       | 16         | 1250       | 89.328                    | BIN JPL LCDB] (enlace roto disponible en Internet Archive; véase el historial, la primera versión y la última). |
| (107) Camilla           | cls.    | 219.37  | 0.073 0.016 | 1868    | 219.37   | 4.8439      | S/2016 (107) 1                           | 2016       | 3.5        | 340        | 12                        | BIN JPL LCDB] (enlace roto disponible en Internet Archive; véase el historial, la primera versión y la última). |
| (113) Amalthea          | cls.    | 50.1    | –           | 1871    | 50.1     | 9.95        | S/2017 (113) 1                           | 2017       | 5          | –          | –                         | BIN JPL LCDB] (enlace roto disponible en Internet Archive; véase el historial, la primera versión y la última). |
| (121) Hermione          | cls.    | 190     | 0.171       | 1872    | 187      | 5.551       | S/2002 (121) 1                           | 2002       | 32         | 747        | 61.512                    | BIN JPL LCDB] (enlace roto disponible en Internet Archive; véase el historial, la primera versión y la última). |
| (130) Elektra           | cls.    | 198.93  | 0.035 0.026 | 1873    | 198.93   | 5.2247      | S/2003 (130) 1                           | 2003       | 7          | 1318       | 126.19                    | BIN JPL LCDB] (enlace roto disponible en Internet Archive; véase el historial, la primera versión y la última). |
| (130) Elektra           | cls.    | 198.93  | 0.035 0.026 | 1873    | 198.93   | 5.2247      | S/2014 (130) 1                           | 2014       | 5.2        | 460        | 26.4                      | BIN JPL LCDB] (enlace roto disponible en Internet Archive; véase el historial, la primera versión y la última). |
| (216) Kleopatra         | cls.    | 135     | 0.066 0.051 | 1880    | 135      | 5.38528     | Alexhelios S/2008 (216) 1 (Kleopatra I)  | 2008       | 8.9        | 678        | 55.68                     | BIN JPL LCDB] (enlace roto disponible en Internet Archive; véase el historial, la primera versión y la última). |
| (216) Kleopatra         | cls.    | 135     | 0.066 0.051 | 1880    | 135      | 5.38528     | Cleoselene S/2008 (216) 2 (Kleopatra II) | yr.        | 6.9        | 454        | 29.76                     | BIN JPL LCDB] (enlace roto disponible en Internet Archive; véase el historial, la primera versión y la última). |
| (243) Ida               | cls.    | 31.4    | 0.045       | 1884    | 31.4     | 4.6336      | Dactyl (Ida I)                           | 1993       | 1.4        | 108        | 36.96                     | BIN JPL LCDB] (enlace roto disponible en Internet Archive; véase el historial, la primera versión y la última). |
| (283) Emma              | cls.    | 134.7   | 0.067       | 1889    | 134.7    | 6.888       | S/2003 (283) 1                           | 2003       | 9          | 581        | 80.472                    | BIN JPL LCDB] (enlace roto disponible en Internet Archive; véase el historial, la primera versión y la última). |
| (317) Roxane            | cls.    | 20.56   | 0.267       | 1891    | 19.86    | 8.169       | S/2009 (317) 1                           | 2009       | 5.3        | 257        | 336                       | BIN JPL LCDB] (enlace roto disponible en Internet Archive; véase el historial, la primera versión y la última). |
| (379) Huenna            | cls.    | 87.47   | 0.066       | 1894    | 87.47    | 7.022       | S/2003 (379) 1                           | 2003       | 5.8        | 3336       | 2102                      | BIN JPL LCDB] (enlace roto disponible en Internet Archive; véase el historial, la primera versión y la última). |
| (702) Alauda            | cls.    | 201.96  | 0.017       | 1910    | 201.96   | 8.354       | Pichi üñëm S/2007 (702) 1                | 2007       | 3.51       | 1227       | 117.9                     | BIN JPL LCDB] (enlace roto disponible en Internet Archive; véase el historial, la primera versión y la última). |
| (762) Pulcova           | cls.    | 143     | 0.134       | 1913    | 141.72   | 5.839       | S/2000 (762) 1                           | 2000       | 19         | 703        | 106.51                    | BIN JPL LCDB] (enlace roto disponible en Internet Archive; véase el historial, la primera versión y la última). |
| (809) Lundia            | cls.    | 9.1     | 0.89        | 1915    | 6.9      | 15.418      | S/2005 (809) 1                           | 2005       | 6.1        | 15.8       | 15.418                    | BIN JPL LCDB] (enlace roto disponible en Internet Archive; véase el historial, la primera versión y la última). |
| (854) Frostia           | cls.    | 7.84    | 0.724       | 1916    | 6.35     | 37.728      | S/2004 (854) 1                           | 2004       | 4.6        | 17         | 37.73                     | BIN JPL LCDB] (enlace roto disponible en Internet Archive; véase el historial, la primera versión y la última). |
| (939) Isberga           | cls.    | 12.9    | 0.29        | 1920    | 12.4     | 2.9170      | S/2006 (939) 1                           | 2006       | 3.6        | 33         | 26.630                    | BIN JPL LCDB] (enlace roto disponible en Internet Archive; véase el historial, la primera versión y la última). |
| (1016) Anitra           | cls.    | 9.54    | –           | 1924    | 9.54     | 5.9295      | S/2016 (1016) 1                          | 2016       | –          | –          | –                         | BIN JPL LCDB] (enlace roto disponible en Internet Archive; véase el historial, la primera versión y la última). |
| (1052) Bélgica          | cls.    | 10.41   | 0.36+       | 1925    | 9.79     | 2.7097      | S/2012 (1052) 1                          | 2012       | 3.53       | 34         | 47.26                     | BIN JPL LCDB] (enlace roto disponible en Internet Archive; véase el historial, la primera versión y la última). |
| (1089) Tama             | cls.    | 12.92   | 0.685       | 1927    | 10.7     | 16.444      | S/2003 (1089) 1                          | 2003       | 7.33       | 20.7       | 16.445                    | BIN JPL LCDB] (enlace roto disponible en Internet Archive; véase el historial, la primera versión y la última). |
| (1313) Berna            | cls.    | 13.5    | 0.79        | 1933    | 10.6     | 25.464      | S/2004 (1313) 1                          | 2004       | 8.37       | 25         | 25.464                    | BIN JPL LCDB] (enlace roto disponible en Internet Archive; véase el historial, la primera versión y la última). |
| (1333) Cevenola         | cls.    | 17.15   | 0.35        | 1934    | 17.15    | 4.88        | S/2008 (1333) 1                          | 2008       | –          | –          | –                         | BIN JPL LCDB] (enlace roto disponible en Internet Archive; véase el historial, la primera versión y la última). |
| (1338) Duponta          | cls.    | 7.88    | 0.23        | 1934    | 7.68     | 3.8545      | S/2007 (1338) 1                          | 2007       | 1.77       | 14         | 17.57                     | BIN JPL LCDB] (enlace roto disponible en Internet Archive; véase el historial, la primera versión y la última). |
| (1344) Caubeta          | cls.    | 5.84    | –           | 1935    | 5.84     | 3.122       | S/2011 (1344) 1                          | 2011       | –          | –          | –                         | BIN JPL LCDB] (enlace roto disponible en Internet Archive; véase el historial, la primera versión y la última). |
| (1453) Fennia           | cls.    | 7.23    | 0.28+       | 1938    | 6.96     | 4.4121      | S/2007 (1453) 1                          | 2007       | 1.95       | 15         | 22.9896                   | BIN JPL LCDB] (enlace roto disponible en Internet Archive; véase el historial, la primera versión y la última). |
| (1509) Esclangona       | cls.    | 8.17    | 0.331       | 1938    | 7.76     | 3.253       | S/2003 (1509) 1                          | 2003       | 2.57       | 140        | 552                       | BIN JPL LCDB] (enlace roto disponible en Internet Archive; véase el historial, la primera versión y la última). |
| (1717) Arlon            | cls.    | 9.13    | –           | 1954    | 9.13     | 5.148       | S/2005 (1717) 1                          | 2005       | –          | 17         | 18.235                    | BIN JPL LCDB] (enlace roto disponible en Internet Archive; véase el historial, la primera versión y la última). |
| (1770) Schlesinger      | cls.    | 10.61   | –           | 1967    | 10.61    | 2.8804      | S/2016 (1770) 1                          | 2016       | –          | –          | –                         | BIN JPL LCDB] (enlace roto disponible en Internet Archive; véase el historial, la primera versión y la última). |
| (1798) Watts            | cls.    | 6.63    | –           | 1949    | 6.63     | –           | S/2017 (1798) 1                          | 2017       | –          | –          | –                         | BIN JPL LCDB] (enlace roto disponible en Internet Archive; véase el historial, la primera versión y la última). |
| (1830) Pogson           | cls.    | 8.28    | 0.32+       | 1968    | 7.89     | 2.57        | S/2007 (1830) 1                          | 2007       | 2.52       | 18         | 24.24                     | BIN JPL LCDB] (enlace roto disponible en Internet Archive; véase el historial, la primera versión y la última). |
| (2006) Polonskaya       | cls.    | 4.62    | 0.22+       | 1973    | 4.51     | 3.118       | S/2005 (2006) 1                          | 2005       | 0.99       | 8.5        | 19.1496                   | BIN JPL LCDB] (enlace roto disponible en Internet Archive; véase el historial, la primera versión y la última). |
| (2047) Smetana          | cls.    | 3.07    | 0.21+       | 1971    | 3        | 2.497       | S/2012 (2047) 1                          | 2012       | 0.63       | 6.3        | 22.4304                   | BIN JPL LCDB] (enlace roto disponible en Internet Archive; véase el historial, la primera versión y la última). |
| (2070) Humason          | cls.    | 4.57    | 0.31        | 1964    | 4.37     | 3.1883      | S/2018 (2070) 1                          | 2018       | 1.35       | 17         | 53.50                     | BIN JPL LCDB] (enlace roto disponible en Internet Archive; véase el historial, la primera versión y la última). |
| (2121) Sevastopol       | cls.    | 9.32    | 0.41        | 1971    | 8.62     | 2.9064      | S/2010 (2121) 1                          | 2010       | 3.54       | 26         | 37.104                    | BIN JPL LCDB] (enlace roto disponible en Internet Archive; véase el historial, la primera versión y la última). |
| (2131) Mayall           | cls.    | 8.56    | 0.26+       | 1975    | 8.28     | 2.568       | S/2009 (2131) 1                          | 2009       | 2.15       | 18         | 23.4792                   | BIN JPL LCDB] (enlace roto disponible en Internet Archive; véase el historial, la primera versión y la última). |
| (2178) Kazakhstania     | cls.    | 4.31    | 0.26        | 1972    | 4.17     | 3.0183      | S/2018 (2178) 1                          | 2018       | 1.08       | 8          | 18.50                     | BIN JPL LCDB] (enlace roto disponible en Internet Archive; véase el historial, la primera versión y la última). |
| (2242) Balaton          | cls.    | 6.13    | 0.25+       | 1936    | 5.95     | 2.7979      | S/2015 (2242) 1                          | 2015       | 1.49+      | 9          | 12.96                     | BIN JPL LCDB] (enlace roto disponible en Internet Archive; véase el historial, la primera versión y la última). |
| (2337) Boubín           | cls.    | 8.01    | 0.16+       | 1976    | 7.91     | 2.53163     | S/2018 (2337) 1                          | 2018       | 1.27+      | 13         | 16.09                     | BIN JPL LCDB] (enlace roto disponible en Internet Archive; véase el historial, la primera versión y la última). |
| (2343) Siding Spring    | cls.    | 5.2     | 0.19+       | 1979    | 5.11     | 2.10637     | S/2015 (2343) 1                          | 2015       | 0.97+      | 7          | 11.78904                  | BIN JPL LCDB] (enlace roto disponible en Internet Archive; véase el historial, la primera versión y la última). |
| (2478) Tokai            | cls.    | 9.98    | 0.72+       | 1981    | 8.1      | 25.885      | S/2007 (2478) 1                          | 2007       | 5.83       | 21         | 25.896                    | BIN JPL LCDB] (enlace roto disponible en Internet Archive; véase el historial, la primera versión y la última). |
| (2486) Metsähovi        | cls.    | 8.42    | –           | 1939    | 8.42     | 4.4518      | S/2007 (2486) 1                          | 2007       | –          | –          | –                         | BIN JPL LCDB] (enlace roto disponible en Internet Archive; véase el historial, la primera versión y la última). |
| (2491) Tvashtri         | cls.    | 3.259   | 0.24+       | 1977    | 3.17     | 4.0852      | S/2018 (2491) 1                          | 2018       | 0.76+      | 7.5        | 26.71                     | BIN JPL LCDB] (enlace roto disponible en Internet Archive; véase el historial, la primera versión y la última). |
| (2535) Hämeenlinna      | cls.    | 9.42    | 0.22+       | 1939    | 9.2      | 3.23106     | S/2015 (2535) 1                          | 2015       | 2.0+       | 19         | 21.2304                   | BIN JPL LCDB] (enlace roto disponible en Internet Archive; véase el historial, la primera versión y la última). |
| (2623) Zech             | cls.    | 7.92    | 0.29+       | 1919    | 7.61     | 2.7401      | S/2014 (2623) 1                          | 2014       | 2.21+      | 48         | 117.19                    | BIN JPL LCDB] (enlace roto disponible en Internet Archive; véase el historial, la primera versión y la última). |
| (2691) Sersic           | cls.    | 5.44    | 0.43+       | 1974    | 5        | 3.8811      | S/2011 (2691) 1                          | 2011       | 2.15       | 12         | 26.808                    | BIN JPL LCDB] (enlace roto disponible en Internet Archive; véase el historial, la primera versión y la última). |
| (2754) Efimov           | cls.    | 6.58    | 0.2         | 1966    | 6.46     | 2.4497      | S/2006 (2754) 1                          | 2006       | 1.29       | 10         | 14.7648                   | BIN JPL LCDB] (enlace roto disponible en Internet Archive; véase el historial, la primera versión y la última). |
| (2815) Soma             | cls.    | 7.16    | 0.25        | 1982    | 6.95     | 2.73325     | S/2011 (2815) 1                          | 2011       | 1.74       | 13         | 17.916                    | BIN JPL LCDB] (enlace roto disponible en Internet Archive; véase el historial, la primera versión y la última). |
| (2825) Crosby           | cls.    | 5.06    | 0.18+       | 1938    | 4.98     | 2.8135      | S/2017 (2825) 1                          | 2017       | 0.9+       | –          | 14.3496                   | BIN JPL LCDB] (enlace roto disponible en Internet Archive; véase el historial, la primera versión y la última). |
| (2873) Binzel           | cls.    | 6.43    | 0.25+       | 1982    | 6.24     | 2.7037      | S/2019 (2873) 1                          | 2019       | 1.56+      | n.a.       | 44.58                     | BIN JPL LCDB] (enlace roto disponible en Internet Archive; véase el historial, la primera versión y la última). |
| (2881) Meiden           | cls.    | 5.67    | –           | 1983    | 5.67     | 3.48        | S/2017 (2881) 1                          | 2017       | –          | –          | –                         | BIN JPL LCDB] (enlace roto disponible en Internet Archive; véase el historial, la primera versión y la última). |
| (3034) Climenhaga       | cls.    | 9.97    | –           | 1917    | 9.97     | 2.73749     | S/2009 (3034) 1                          | 2009       | –          | 19         | 18.9552                   | BIN JPL LCDB] (enlace roto disponible en Internet Archive; véase el historial, la primera versión y la última). |
| (3073) Kursk            | cls.    | 6.89    | 0.25        | 1979    | 6.69     | 3.4468      | S/2006 (3073) 1                          | 2006       | 1.67       | 22         | 44.952                    | BIN JPL LCDB] (enlace roto disponible en Internet Archive; véase el historial, la primera versión y la última). |
| (3169) Ostro            | cls.    | 5.15    | 0.87        | 1981    | 3.89     | 6.509       | S/2005 (3169) 1                          | 2005       | 3.38       | 5.2        | 6.5088                    | BIN JPL LCDB] (enlace roto disponible en Internet Archive; véase el historial, la primera versión y la última). |
| (3309) Brorfelde        | cls.    | 5.04    | 0.26        | 1982    | 4.88     | 2.5041      | S/2005 (3309) 1                          | 2005       | 1.27       | 9          | 18.48                     | BIN JPL LCDB] (enlace roto disponible en Internet Archive; véase el historial, la primera versión y la última). |
| (3378) Susanvictoria    | cls.    | 6.64    | 0.24+       | 1922    | 6.46     | 2.5621      | S/2017 (3378) 1                          | 2017       | 1.55+      | 11         | 17.1312                   | BIN JPL LCDB] (enlace roto disponible en Internet Archive; véase el historial, la primera versión y la última). |
| (3433) Fehrenbach       | cls.    | 7.74    | 0.31        | 1963    | 7.4      | 3.916       | S/2015 (3433) 1                          | 2015       | 2.3        | 14         | 19.6656                   | BIN JPL LCDB] (enlace roto disponible en Internet Archive; véase el historial, la primera versión y la última). |
| (3623) Chaplin          | cls.    | 11.1    | –           | 1981    | 11.1     | 8.361       | S/2008 (3623) 1                          | 2008       | –          | –          | –                         | BIN JPL LCDB] (enlace roto disponible en Internet Archive; véase el historial, la primera versión y la última). |
| (3673) Levy             | cls.    | 6.41    | 0.28        | 1985    | 6.17     | 2.688       | S/2007 (3673) 1                          | 2007       | 1.73       | 13         | 21.6                      | BIN JPL LCDB] (enlace roto disponible en Internet Archive; véase el historial, la primera versión y la última). |
| (3703) Volkonskaya      | cls.    | 3.73    | 0.4         | 1978    | 3.46     | 3.235       | S/2005 (3703) 1                          | 2005       | 1.39       | 7.8        | 24                        | BIN JPL LCDB] (enlace roto disponible en Internet Archive; véase el historial, la primera versión y la última). |
| (3749) Balam            | cls.    | 4.66    | 0.466 0.42  | 1982    | 3.95     | 2.80483     | S/2002 (3749) 1                          | 2002       | 1.84       | 289        | 1464                      | BIN JPL LCDB] (enlace roto disponible en Internet Archive; véase el historial, la primera versión y la última). |
| (3749) Balam            | cls.    | 4.66    | 0.466 0.42  | 1982    | 3.95     | 2.80483     | S/2008 (3749) 1                          | 2008       | 1.66       | 20         | 33.384                    | BIN JPL LCDB] (enlace roto disponible en Internet Archive; véase el historial, la primera versión y la última). |
| (3782) Celle            | cls.    | 5.92    | 0.43        | 1986    | 5.44     | 3.839       | S/2003 (3782) 1                          | 2003       | 2.34       | 18         | 36.576                    | BIN JPL LCDB] (enlace roto disponible en Internet Archive; véase el historial, la primera versión y la última). |
| (3792) Preston          | cls.    | 5.16    | –           | 1985    | 5.16     | 2.9277      | S/2016 (3792) 1                          | 2016       | –          | –          | 46.8                      | BIN JPL LCDB] (enlace roto disponible en Internet Archive; véase el historial, la primera versión y la última). |
| (3841) Dicicco          | cls.    | 6.25    | 0.28+       | 1983    | 6.02     | 3.5949      | S/2014 (3841) 1                          | 2014       | 1.67+      | 12         | 21.6288                   | BIN JPL LCDB] (enlace roto disponible en Internet Archive; véase el historial, la primera versión y la última). |
| (3868) Mendoza          | cls.    | 9.35    | 0.22        | 1960    | 9.13     | 2.7709      | S/2009 (3868) 1                          | 2009       | 2.01       | 20         | 24.384                    | BIN JPL LCDB] (enlace roto disponible en Internet Archive; véase el historial, la primera versión y la última). |
| (3905) Doppler          | cls.    | 7.91    | 0.77+       | 1984    | 6.27     | 50.8        | S/2013 (3905) 1                          | 2013       | 4.83       | 26         | 50.808                    | BIN JPL LCDB] (enlace roto disponible en Internet Archive; véase el historial, la primera versión y la última). |
| (3951) Zichichi         | cls.    | 6.72    | 0.33+       | 1986    | 6.38     | 3.3942      | S/2006 (3951) 1                          | 2006       | 2.11       | 16         | 27.6                      | BIN JPL LCDB] (enlace roto disponible en Internet Archive; véase el historial, la primera versión y la última). |
| (3982) Kastel'          | cls.    | 6.79    | –           | 1984    | 6.79     | 5.835       | S/2005 (3982) 1                          | 2005       | –          | –          | –                         | BIN JPL LCDB] (enlace roto disponible en Internet Archive; véase el historial, la primera versión y la última). |
| (4029) Bridges          | cls.    | 8.02    | 0.24        | 1982    | 7.8      | 3.5746      | S/2006 (4029) 1                          | 2006       | 1.87       | 13         | 16.3104                   | BIN JPL LCDB] (enlace roto disponible en Internet Archive; véase el historial, la primera versión y la última). |
| (4272) Entsuji          | cls.    | 7.68    | 0.18        | 1977    | 7.56     | 2.8087      | S/2015 (4272) 1                          | 2015       | 1.36       | 13         | 15.9456                   | BIN JPL LCDB] (enlace roto disponible en Internet Archive; véase el historial, la primera versión y la última). |
| (4296) van Woerkom      | cls.    | 7.6     | 0.3         | 1935    | 7.3      | 2.809       | S/2016 (4296) 1                          | 2016       | 2.2        | 17         | 26.232                    | BIN JPL LCDB] (enlace roto disponible en Internet Archive; véase el historial, la primera versión y la última). |
| (4383) Suruga           | cls.    | 6.47    | 0.21+       | 1989    | 6.33     | 3.4068      | S/2013 (4383) 1                          | 2013       | 1.33       | 11         | 16.3872                   | BIN JPL LCDB] (enlace roto disponible en Internet Archive; véase el historial, la primera versión y la última). |
| (4440) Tchantchès       | cls.    | 2.09    | 0.25+       | 1984    | 2.03     | 2.78836     | S/2005 (4440) 1                          | 2005       | 0.51       | 3.8        | 18.6912                   | BIN JPL LCDB] (enlace roto disponible en Internet Archive; véase el historial, la primera versión y la última). |
| (4492) Debussy          | cls.    | 17.36   | 0.643       | 1988    | 14.6     | 26.606      | S/2004 (4492) 1                          | 2004       | 9.39       | 31         | 26.616                    | BIN JPL LCDB] (enlace roto disponible en Internet Archive; véase el historial, la primera versión y la última). |
| (4514) Vilen            | cls.    | 6.29    | 0.26        | 1972    | 6.09     | 2.8922      | S/2015 (4514) 1                          | 2015       | 1.58+      | 11         | 16.8504                   | BIN JPL LCDB] (enlace roto disponible en Internet Archive; véase el historial, la primera versión y la última). |
| (4541) Mizuno           | cls.    | 6.29    | –           | 1989    | 6.29     | 5.261       | S/2015 (4541) 1                          | 2015       | –          | –          | –                         | BIN JPL LCDB] (enlace roto disponible en Internet Archive; véase el historial, la primera versión y la última). |
| (4607) Seilandfarm      | cls.    | 7.39    | 0.29+       | 1987    | 7.1      | 3.9683      | S/2009 (4607) 1                          | 2009       | 2.06       | 19         | 31.632                    | BIN JPL LCDB] (enlace roto disponible en Internet Archive; véase el historial, la primera versión y la última). |
| (4666) Dietz            | cls.    | 6.83    | 0.34 –      | 1986    | 6.52     | 2.95242     | S/2015 (4666) 1                          | 2015       | 2.22+      | 18         | 33.192                    | BIN JPL LCDB] (enlace roto disponible en Internet Archive; véase el historial, la primera versión y la última). |
| (4666) Dietz            | cls.    | 6.83    | 0.34 –      | 1986    | 6.52     | 2.95242     | S/2015 (4666) 2                          | 2015       | –          | –          | –                         | BIN JPL LCDB] (enlace roto disponible en Internet Archive; véase el historial, la primera versión y la última). |
| (4674) Pauling          | cls.    | 4.68    | 0.32        | 1989    | 4.46     | 2.521       | S/2004 (4674) 1                          | 2004       | 1.41       | 250        | 3120                      | BIN JPL LCDB] (enlace roto disponible en Internet Archive; véase el historial, la primera versión y la última). |
| (4765) Wasserburg       | cls.    | 1.78    | 0.16+       | 1986    | 1.76     | 3.6231      | S/2013 (4675) 1                          | 2013       | 0.28       | 2.9        | 15.9696                   | BIN JPL LCDB] (enlace roto disponible en Internet Archive; véase el historial, la primera versión y la última). |
| (4786) Tatianina        | cls.    | 3.28    | 0.19+       | 1985    | 3.22     | 2.9227      | S/2006 (4786) 1                          | 2006       | 0.61       | 6.6        | 21.6696                   | BIN JPL LCDB] (enlace roto disponible en Internet Archive; véase el historial, la primera versión y la última). |
| (4868) Knushevia        | cls.    | 1.535   | 0.13+       | 1989    | 1.52     | 3.1422      | S/2015 (4868) 1                          | 2015       | 0.2+       | 2.1        | 11.922                    | BIN JPL LCDB] (enlace roto disponible en Internet Archive; véase el historial, la primera versión y la última). |
| (4951) Iwamoto          | cls.    | 5.52    | 0.76+       | 1990    | 4.39     | 118.0       | S/2007 (4951) 1                          | 2007       | 3.34       | 31         | 118.0                     | BIN JPL LCDB] (enlace roto disponible en Internet Archive; véase el historial, la primera versión y la última). |
| (5112) Kusaji           | cls.    | 3.42    | 0.31        | 1987    | 3.27     | 2.7995      | S/2016 (5112) 1                          | 2016       | 1.01       | 7          | 20.74                     | BIN JPL LCDB] (enlace roto disponible en Internet Archive; véase el historial, la primera versión y la última). |
| (5402) Kejosmith        | cls.    | 4.19    | 0.18+       | 1989    | 4.12     | 2.69549     | S/2018 (5402) 1                          | 2018       | –          | 12         | 36.62                     | BIN JPL LCDB] (enlace roto disponible en Internet Archive; véase el historial, la primera versión y la última). |
| (5425) Vojtěch          | cls.    | 7.05    | 0.22        | 1984    | 6.89     | 2.64759     | S/2015 (5425) 1                          | 2015       | 1.52       | 16         | 25.4304                   | BIN JPL LCDB] (enlace roto disponible en Internet Archive; véase el historial, la primera versión y la última). |
| (5426) Sharp            | cls.    | 2.033   | –           | 1985    | 2.033    | 4.5609      | S/2014 (5426) 1                          | 2014       | –          | 4.5        | 24.2208                   | BIN JPL LCDB] (enlace roto disponible en Internet Archive; véase el historial, la primera versión y la última). |
| (5474) Gingasen         | cls.    | 5.05    | –           | 1988    | 5.05     | 3.6242      | S/2008 (5474) 1                          | 2008       | –          | –          | –                         | BIN JPL LCDB] (enlace roto disponible en Internet Archive; véase el historial, la primera versión y la última). |
| (5477) Holmes           | cls.    | 3.15    | 0.37        | 1989    | 2.95     | 2.9943      | S/2005 (5477) 1                          | 2005       | 1.09       | 6.7        | 24.43                     | BIN JPL LCDB] (enlace roto disponible en Internet Archive; véase el historial, la primera versión y la última). |
| (5481) Kiuchi           | cls.    | 7.92    | 0.33        | 1990    | 7.52     | 3.6196      | S/2008 (5481) 1                          | 2008       | 2.48       | 15         | 20.90                     | BIN JPL LCDB] (enlace roto disponible en Internet Archive; véase el historial, la primera versión y la última). |
| (5536) Honeycutt        | cls.    | 9.1     | 0.31        | 1955    | 8.7      | 3.583       | S/2016 (5536) 1                          | 2016       | 2.7        | 15         | 16.325                    | BIN JPL LCDB] (enlace roto disponible en Internet Archive; véase el historial, la primera versión y la última). |
| (5674) Wolff            | cls.    | 6.04    | 0.8+        | 1986    | 4.72     | 93.7        | S/2015 (5674) 1                          | 2015       | 3.78+      | 30         | 93.696                    | BIN JPL LCDB] (enlace roto disponible en Internet Archive; véase el historial, la primera versión y la última). |
| (5872) Sugano           | cls.    | 6.33    | 0.3+        | 1989    | 6.06     | 3.3642      | S/2016 (5872) 1                          | 2016       | 1.82+      | 11         | 18.84                     | BIN JPL LCDB] (enlace roto disponible en Internet Archive; véase el historial, la primera versión y la última). |
| (5899) Jedicke          | cls.    | 2.67    | 0.32+       | 1986    | 2.54     | 2.748       | S/2010 (5899) 1                          | 2010       | 0.81       | 4.4        | 16.699                    | BIN JPL LCDB] (enlace roto disponible en Internet Archive; véase el historial, la primera versión y la última). |
| (5905) Johnson          | cls.    | 4.79    | 0.40        | 1989    | 4.45     | 3.7824      | S/2005 (5905) 1                          | 2005       | 1.78       | 9.3        | 21.785                    | BIN JPL LCDB] (enlace roto disponible en Internet Archive; véase el historial, la primera versión y la última). |
| (6016) Carnelli         | cls.    | 3.53    | 0.2         | 1991    | 3.46     | 2.8028      | S/2016 (6016) 1                          | 2016       | 0.69       | 7          | 21.331                    | BIN JPL LCDB] (enlace roto disponible en Internet Archive; véase el historial, la primera versión y la última). |
| (6084) Bascom           | cls.    | 6.35    | 0.37        | 1985    | 5.96     | 2.745       | S/2006 (6084) 1                          | 2006       | 2.2        | 20         | 43.512                    | BIN JPL LCDB] (enlace roto disponible en Internet Archive; véase el historial, la primera versión y la última). |
| (6100) Kunitomoikkansai | cls.    | 4.06    | 0.38+       | 1991    | 3.8      | 4.3018      | S/2016 (6100) 1                          | 2016       | 1.44+      | 7          | 18.46                     | BIN JPL LCDB] (enlace roto disponible en Internet Archive; véase el historial, la primera versión y la última). |
| (6181) Bobweber         | cls.    | 4.49    | –           | 1986    | 4.49     | 2.75796     | S/2008 (6181) 1                          | 2008       | –          | –          | –                         | BIN JPL LCDB] (enlace roto disponible en Internet Archive; véase el historial, la primera versión y la última). |
| (6186) Zenon            | cls.    | 6       | 0.28        | 1988    | 5.8      | 2.6832      | S/2017 (6186) 1                          | 2017       | 1.6        | 9.1        | 14.393                    | BIN JPL LCDB] (enlace roto disponible en Internet Archive; véase el historial, la primera versión y la última). |
| (6244) Okamoto          | cls.    | 6.89    | 0.25        | 1990    | 6.69     | 2.8958      | S/2006 (6244) 1                          | 2006       | 1.67       | 13         | 20.3208                   | BIN JPL LCDB] (enlace roto disponible en Internet Archive; véase el historial, la primera versión y la última). |
| (6245) Ikufumi          | cls.    | 8.1     | 0.23        | 1990    | 7.89     | 2.9222      | S/2018 (6245) 1                          | 2018       | 1.89       | 13         | 15.44                     | BIN JPL LCDB] (enlace roto disponible en Internet Archive; véase el historial, la primera versión y la última). |
| (6265) 1985 TW3         | cls.    | 4.95    | 0.24        | 1985    | 4.81     | 2.709       | S/2007 (6265) 1                          | 2007       | 1.16       | 8          | 15.8592                   | BIN JPL LCDB] (enlace roto disponible en Internet Archive; véase el historial, la primera versión y la última). |
| (6369) 1983 UC          | cls.    | 5.17    | 0.35        | 1983    | 4.9      | 2.9         | S/2013 (6369) 1                          | 2013       | 1.7        | 15–        | 39.8                      | BIN JPL LCDB] (enlace roto disponible en Internet Archive; véase el historial, la primera versión y la última). |
| (6384) Kervin           | cls.    | 3.74    | 0.3+        | 1989    | 3.6      | 3.6194      | S/2015 (6384) 1                          | 2015       | 1.1+       | 6.1        | 15.94                     | BIN JPL LCDB] (enlace roto disponible en Internet Archive; véase el historial, la primera versión y la última). |
| (6615) Plutarchos       | cls.    | 3.14    | 0.25        | 1960    | 3.05     | 2.3247      | S/2007 (6615) 1                          | 2007       | 0.76       | 9.7        | 40.03                     | BIN JPL LCDB] (enlace roto disponible en Internet Archive; véase el historial, la primera versión y la última). |
| (6708) Bobbievaile      | cls.    | 9.23    | 0.57+       | 1989    | 8.02     | 8.221       | S/2009 (6708) 1                          | 2009       | 4.57       | 19         | 24.696                    | BIN JPL LCDB] (enlace roto disponible en Internet Archive; véase el historial, la primera versión y la última). |
| (7187) Isobe            | cls.    | 6.05    | 0.17        | 1992    | 5.96     | 4.2427      | S/2012 (7187) 1                          | 2012       | 1.01       | 16         | 33.1                      | BIN JPL LCDB] (enlace roto disponible en Internet Archive; véase el historial, la primera versión y la última). |
| (7225) Huntress         | cls.    | 6.68    | 0.21        | 1983    | 6.54     | 2.4400      | S/2007 (7225) 1                          | 2007       | 1.37       | 10         | 14.6712                   | BIN JPL LCDB] (enlace roto disponible en Internet Archive; véase el historial, la primera versión y la última). |
| (7344) Summerfield      | cls.    | 6.25    | –           | 1992    | 6.25     | –           | S/2017 (7344) 1                          | 2017       | –          | –          | –                         | BIN JPL LCDB] (enlace roto disponible en Internet Archive; véase el historial, la primera versión y la última). |
| (7393) Luginbuhl        | cls.    | 5.47    | 0.4+        | 1984    | 5.08     | 2.68763     | S/2019 (7393) 1                          | 2017       | 2.03+      | 16         | 39.4224                   | BIN JPL LCDB] (enlace roto disponible en Internet Archive; véase el historial, la primera versión y la última). |
| (7958) Leakey           | cls.    | 2.94    | 0.30        | 1994    | 2.82     | 2.34843     | S/2012 (7958) 1                          | 2012       | 0.85       | 10         | 50.28                     | BIN JPL LCDB] (enlace roto disponible en Internet Archive; véase el historial, la primera versión y la última). |
| (8026) Johnmckay        | cls.    | 1.69    | –           | 1991    | 1.69     | 372         | S/2010 (8026) 1                          | 2010       | –          | –          | –                         | BIN JPL LCDB] (enlace roto disponible en Internet Archive; véase el historial, la primera versión y la última). |
| (8077) Hoyle            | cls.    | 12      | s/p         | 1986    | 12       | 2.7454      | S/2000 (8077) 1                          | 2000       | –          | –          | –                         | BIN JPL LCDB] (enlace roto disponible en Internet Archive; véase el historial, la primera versión y la última). |
| (8116) Jeanperrin       | cls.    | 4.77    | 0.33+       | 1996    | 4.53     | 3.6169      | S/2007 (8116) 1                          | 2007       | 1.49       | 13         | 36.144                    | BIN JPL LCDB] (enlace roto disponible en Internet Archive; véase el historial, la primera versión y la última). |
| (8306) Shoko            | cls.    | 3.46    | 0.40+       | 1995    | 3.21     | 3.350       | S/2013 (8306) 1                          | 2013       | 1.28       | 9.4        | 36.192                    | BIN JPL LCDB] (enlace roto disponible en Internet Archive; véase el historial, la primera versión y la última). |
| (8474) Rettig           | cls.    | 6       | 0.86+       | 1985    | 4.5      | 30.54       | S/2015 (8474) 1                          | 2015       | 3.9+       | 14         | 30.54                     | BIN JPL LCDB] (enlace roto disponible en Internet Archive; véase el historial, la primera versión y la última). |
| (9069) Hovland          | cls.    | 3.13    | 0.30+       | 1993    | 3        | 4.2175      | S/2004 (9069) 1                          | 2004       | 0.9        | 7.8        | 30.336                    | BIN JPL LCDB] (enlace roto disponible en Internet Archive; véase el historial, la primera versión y la última). |
| (9260) Edwardolson      | cls.    | 4.12    | 0.27        | 1953    | 3.98     | 3.0852      | S/2005 (9260) 1                          | 2005       | 1.07       | 7.2        | 17.784                    | BIN JPL LCDB] (enlace roto disponible en Internet Archive; véase el historial, la primera versión y la última). |
| (9617) Grahamchapman    | cls.    | 2.84    | 0.27        | 1993    | 2.74     | 2.2856      | S/2006 (9617) 1                          | 2006       | 0.74       | 5.2        | 19.3848                   | BIN JPL LCDB] (enlace roto disponible en Internet Archive; véase el historial, la primera versión y la última). |
| (9783) Tensho-kan       | cls.    | 5.33    | 0.35        | 1994    | 5.1      | 2.9         | S/2013 (9783) 1                          | 2013       | 1.8        | 13–        | 29.568                    | BIN JPL LCDB] (enlace roto disponible en Internet Archive; véase el historial, la primera versión y la última). |
| (9972) Minoruoda        | cls.    | 9.1     | –           | 1993    | –        | –           | S/2017 (9972) 1                          | 2017       | –          | –          | –                         | BIN JPL LCDB] (enlace roto disponible en Internet Archive; véase el historial, la primera versión y la última). |
| (10123) Fideöja         | cls.    | 3.48    | 0.35        | 1993    | 3.3      | 2.87        | S/2013 (10123) 1                         | 2013       | 1.2        | 13–        | 56.448                    | BIN JPL LCDB] (enlace roto disponible en Internet Archive; véase el historial, la primera versión y la última). |
| (10132) Lummelunda      | cls.    | 3.589   | 0.28+       | 1993    | 3.46     | 2.5099      | S/2017 (10132) 1                         | 2017       | 0.97+      | 7.3        | 22.44                     | BIN JPL LCDB] (enlace roto disponible en Internet Archive; véase el historial, la primera versión y la última). |
| (10208) Germanicus      | cls.    | 3.55    | 0.46        | 1997    | 3.23     | 3.34825     | S/2007 (10208) 1                         | 2007       | 1.48       | 13         | 58.56                     | BIN JPL LCDB] (enlace roto disponible en Internet Archive; véase el historial, la primera versión y la última). |
| (11217) 1999 JC4        | cls.    | 3.3     | –           | 1999    | 3.3      | 4.8219      | S/2013 (11217) 1                         | 2013       | –          | 6.2        | 19.1712                   | BIN JPL LCDB] (enlace roto disponible en Internet Archive; véase el historial, la primera versión y la última). |
| (11264) Claudiomaccone  | cls.    | 4.2     | 0.31+       | 1979    | 4-       | 3.1872      | S/2005 (11264) 1                         | 2005       | 1.24+      | 6          | 15.1104                   | BIN JPL LCDB] (enlace roto disponible en Internet Archive; véase el historial, la primera versión y la última). |
| (11227) Ksenborisova    | cls.    | 2.6     | –           | 1999    | 2.6      | 2.61679     | S/2017 (11227) 1                         | 2017       | –          | –          | –                         | BIN JPL LCDB] (enlace roto disponible en Internet Archive; véase el historial, la primera versión y la última). |
| (12326) Shirasaki       | cls.    | 3.8     | 0.24        | 1992    | 3.7      | 2.7286      | S/2016 (12326) 1                         | 2016       | 0.9        | 8.4        | 25.056                    | BIN JPL LCDB] (enlace roto disponible en Internet Archive; véase el historial, la primera versión y la última). |
| (13123) Tyson           | cls.    | 10.87   | –           | 1994    | 10.87    | 3.3303      | S/2015 (12123) 1                         | 2015       | –          | –          | –                         | BIN JPL LCDB] (enlace roto disponible en Internet Archive; véase el historial, la primera versión y la última). |
| (15268) Wendelinefroger | cls.    | 3.97    | 0.27+       | 1990    | 3.83     | 2.4224      | S/2008 (15268) 1                         | 2008       | 1.03       | 8.7        | 25.08                     | BIN JPL LCDB] (enlace roto disponible en Internet Archive; véase el historial, la primera versión y la última). |
| (15430) 1998 UR31       | cls.    | 3.74    | –           | 1998    | 3.74     | 2.5273      | S/2010 (15430) 1                         | 2010       | –          | 8.2        | 23.9592                   | BIN JPL LCDB] (enlace roto disponible en Internet Archive; véase el historial, la primera versión y la última). |
| (15822) 1994 TV15       | cls.    | 1.72    | 0.19+       | 1994    | 1.69     | 2.96        | S/2010 (15822) 1                         | 2010       | 0.32       | 3.3        | 20.1312                   | BIN JPL LCDB] (enlace roto disponible en Internet Archive; véase el historial, la primera versión y la última). |
| (16525) Shumarinaiko    | cls.    | 5.25    | 0.16+       | 1991    | 5.18     | 2.5932      | S/2013 (16525) 1                         | 2013       | 0.83       | 8.1        | 14.4096                   | BIN JPL LCDB] (enlace roto disponible en Internet Archive; véase el historial, la primera versión y la última). |
| (17246) Christophedumas | cls.    | 4.61    | 0.222       | 2000    | 4.5      | 5+          | S/2004 (17246) 1                         | 2004       | 1          | 228        | 2160                      | BIN JPL LCDB Archivado el 13 de diciembre de 2017 en Wayback Machine.                                           |
| (17260) Kušnirák        | cls.    | 4.77    | 0.26        | 2000    | 4.62     | 3.1287      | S/2006 (17260) 1                         | 2006       | 1.2        | 7.4        | 14.7576                   | BIN JPL LCDB] (enlace roto disponible en Internet Archive; véase el historial, la primera versión y la última). |
| (17700) 1997 GM40       | cls.    | 3.45    | 0.31+       | 1997    | 3.29     | 3.8382      | S/2018 (17700) 1                         | 2018       | 1.02+      | 5.4        | 15.49                     | BIN JPL LCDB Archivado el 29 de septiembre de 2020 en Wayback Machine.                                          |
| (18527) 1996 VJ30       | cls.    | 3.35    | 0.32        | 1996    | 3.19     | 3.3529      | S/2018 (18527) 1                         | 2018       | 1.02       | 6          | 19.07                     | BIN JPL LCDB] (enlace roto disponible en Internet Archive; véase el historial, la primera versión y la última). |
| (18890) 2000 EV26       | cls.    | 4       | 0.27+       | 2000    | 3.86     | 3.8216      | S/2014 (18890) 1                         | 2014       | 1.04+      | 6          | 14.2896                   | BIN JPL LCDB] (enlace roto disponible en Internet Archive; véase el historial, la primera versión y la última). |
| (20325) Julianoey       | cls.    | 4.94    | 0.3         | 1998    | 4.73     | 3.24474     | S/2014 (20325) 1                         | 2014       | 1.42       | 10         | 23.5                      | BIN JPL LCDB] (enlace roto disponible en Internet Archive; véase el historial, la primera versión y la última). |
| (20882) 2000 VH57       | cls.    | 4.4     | –           | 2000    | 4.4      | 2.5586      | S/2018 (20882) 1                         | 2018       | –          | 12         | 32.810                    | BIN JPL LCDB] (enlace roto disponible en Internet Archive; véase el historial, la primera versión y la última). |
| (21436) Chaoyichi       | cls.    | 1.95    | s/p         | 1998    | 1.8      | 2.87        | S/2014 (21436) 1                         | 2014       | 0.6        | 0.35       | –                         | BIN JPL LCDB] (enlace roto disponible en Internet Archive; véase el historial, la primera versión y la última). |
| (22899) Alconrad        | cls.    | 5.68    | 0.222       | 1999    | 5.54     | 4.03        | S/2003 (22899) 1                         | 2003       | 1.23       | 182        | 1344                      | BIN JPL LCDB] (enlace roto disponible en Internet Archive; véase el historial, la primera versión y la última). |
| (24465) 2000 SX155      | cls.    | 3.18    | 0.22+       | 2000    | 3.1      | 2.66087     | S/2016 (24465) 1                         | 2016       | 0.68       | 3.6        | 9.252                     | BIN JPL LCDB] (enlace roto disponible en Internet Archive; véase el historial, la primera versión y la última). |
| (25015) 1998 QN2        | cls.    | 2.899   | –           | 1998    | 2.9      | –           | S/2016 (25015) 1                         | 2018       | –          | –          | –                         | BIN JPL LCDB] (enlace roto disponible en Internet Archive; véase el historial, la primera versión y la última). |
| (25021) Nischaykumar    | cls.    | 2.1     | 0.28        | 1998    | 2        | 2.5344      | S/2019 (25021) 1                         | 2019       | 0.56       | n.a.       | 23.496                    | BIN JPL LCDB] (enlace roto disponible en Internet Archive; véase el historial, la primera versión y la última). |
| (26416) 1999 XM84       | cls.    | 4.56    | –           | 1999    | 4.56     | 2.907       | S/2015 (26416) 1                         | 2015       | –          | –          | –                         | BIN JPL LCDB] (enlace roto disponible en Internet Archive; véase el historial, la primera versión y la última). |
| (26420) 1999 XL103      | cls.    | 2.02    | 0.34+       | 1999    | 1.91     | 3.2         | S/2019 (26420) 1                         | 2019       | 0.65+      | n.a.       | 23.899                    | BIN JPL LCDB] (enlace roto disponible en Internet Archive; véase el historial, la primera versión y la última). |
| (27568) 2000 PT6        | cls.    | 1.82    | s/p         | 2000    | 1.82     | 3.4885      | S/2013 (26578) 1                         | 2013       | –          | 3.1        | 16.356                    | BIN JPL LCDB] (enlace roto disponible en Internet Archive; véase el historial, la primera versión y la última). |
| (27675) 1981 CH         | cls.    | 5.09    | –           | 1981    | 5.09     | –           | S/2017 (27675) 1                         | 2017       | –          | –          | –                         | BIN JPL LCDB] (enlace roto disponible en Internet Archive; véase el historial, la primera versión y la última). |
| (31450) Stevepreston    | cls.    | 10.62   | 0.22        | 1999    | 10.4     | 3.4116      | S/2015 (31450) 1                         | 2015       | 2.3        | 39         | 53.47                     | BIN JPL LCDB] (enlace roto disponible en Internet Archive; véase el historial, la primera versión y la última). |
| (32008) Adriángalád     | cls.    | 4.56    | 0.4+        | 2000    | 4.23     | 3.0171      | S/2007 (32008) 1                         | 2007       | 1.69       | 13         | 40.25                     | BIN JPL LCDB] (enlace roto disponible en Internet Archive; véase el historial, la primera versión y la última). |
| (43008) 1999 UD31       | cls.    | 2.5     | 0.35        | 1999    | 2.4      | 2.9         | S/2014 (43008) 1                         | 2014       | 0.8        | –          | –                         | BIN JPL LCDB] (enlace roto disponible en Internet Archive; véase el historial, la primera versión y la última). |
| (44620) 1999 RS43       | cls.    | 2.62    | 0.35        | 1999    | 0.66     | 2.9         | S/2014 (44620) 1                         | 2014       | 0.2        | 2          | –                         | BIN JPL LCDB] (enlace roto disponible en Internet Archive; véase el historial, la primera versión y la última). |
| (46829) McMahon         | cls.    | 3.3     | 0.4         | 1998    | 3.06     | 2.6236      | S/2015 (46829) 1                         | 2015       | 1.22       | 5.4        | 16.833                    | BIN JPL LCDB] (enlace roto disponible en Internet Archive; véase el historial, la primera versión y la última). |
| (52316) Daveslater      | cls.    | 3.3     | 0.16+       | 1992    | 3.26     | 2.7629      | S/2012 (52316) 1                         | 2012       | 0.52       | 4.9        | 13.44                     | BIN JPL LCDB] (enlace roto disponible en Internet Archive; véase el historial, la primera versión y la última). |
| (69406) 1995 SX48       | cls.    | 3.18    | 0.19+       | 1995    | 3.12     | 4.486       | S/2013 (69406) 1                         | 2013       | 0.59       | 5.3        | 16.11                     | BIN JPL LCDB] (enlace roto disponible en Internet Archive; véase el historial, la primera versión y la última). |
| (72036) 2000 XM44       | cls.    | 2.7     | 0.25+       | 2000    | 2.62     | 2.582       | S/2019 (72036) 1                         | 2019       | 0.66+      | 4.9        | 18.77                     | BIN JPL LCDB] (enlace roto disponible en Internet Archive; véase el historial, la primera versión y la última). |
| (76818) 2000 RG79       | cls.    | 3.84    | 0.37        | 2000    | 3.6      | 3.166       | S/2005 (76818) 1                         | 2005       | 1.33       | 5.6        | 14.12                     | BIN JPL LCDB] (enlace roto disponible en Internet Archive; véase el historial, la primera versión y la última). |
| (79472) Chiorny         | cls.    | 3.79    | 0.32        | 1998    | 3.79     | 2.8802      | S/2012 (79472) 1                         | 2012       | –          | 9          | 25.94                     | BIN JPL LCDB] (enlace roto disponible en Internet Archive; véase el historial, la primera versión y la última). |
| (80218) 1999 VO123      | cls.    | 1.58    | 0.3         | 1999    | 0.28     | 2.9         | S/2012 (80218) 1                         | 2012       | 0.08       | 0.9        | 33.1                      | BIN JPL LCDB] (enlace roto disponible en Internet Archive; véase el historial, la primera versión y la última). |
| (300163) 2006 VW139     | cls.    | 2.6     | 1           | 2006    | 1.8      | –           | S/2011 (300163) 1                        | 2011       | 1.8        | 104        | 3360                      | BIN JPL LCDB Archivado el 21 de febrero de 2019 en Wayback Machine.                                             |

Los siguientes binarios son asteroides binarios, con componentes de tamaño similar y un baricentro fuera del objeto más grande.
| - (90) Antiope — S/2000 (90) 1 - (854) Frostia — S/2004 (854) 1 - (1313) Berna — S/2004 (1313) 1 - (2478) Tokai — S/2007 (2478) 1 - (3169) Ostro — S/2005 (3169) 1 - (3749) Balam — S/2002 (3749) 1 - (3905) Doppler — S/2013 (3905) 1 | - (4674) Pauling — S/2004 (4674) 1 - (4951) Iwamoto — S/2007 (4951) 1 - (5674) Wolff — S/2015 (5674) 1 - (8474) Rettig — S/2015 (8474) 1 - (17246) Christophedumas — S/2004 (17246) 1 - (300163) 2006 VW139 — S/2011 (300163) 1 |

Además, estos cuerpos pueden ser asteroides dobles, pero debido a errores en su tamaño y órbita, es incierto.
| - (809) Lundia — S/2005 (809) 1 - (1089) Tama — S/2003 (1089) 1 - (1509) Esclangona — S/2003 (1509) 1 | - (4492) Debussy — S/2004 (4492) 1 - (11264) Claudiomaccone — S/2003 (11264) 1 - (22899) Alconrad — S/2003 (22899) 1 |

### Troyanos de Júpiter
Hay 5 troyanos de Júpiter con una luna. Los posibles candidatos a binarios con un estado no confirmado se muestran sobre un fondo oscuro.
| Sistema           | Sistema | Sistema | Sistema   | Sistema | Primario | Primario    | Secundario              | Secundario | Secundario | Secundario | Secundario | Refs |
| Designación       | Clase   | De (km) | s/p-ratio | YOD     | Dp (km)  | RTp (horas) | Designación             | YOD        | Ds (km)    | as (km)    | Ps (horas) | Refs |
| ----------------- | ------- | ------- | --------- | ------- | -------- | ----------- | ----------------------- | ---------- | ---------- | ---------- | ---------- | --- |
| (617) Patroclus   | L5      | 145     | 0.924     | 1906    | 106      | 102.79      | Menoetius (Patroclus I) | 2001       | 98         | 680        | 102.792    | BIN JPL LCDB Archivado el 19 de octubre de 2020 en Wayback Machine.                                             |
| (624) Hektor      | L4      | 250     | 0.048     | 1907    | 184      | 6.921       | Skamandrios (Hektor I)  | 2006       | 12         | 957.5      | 71.162     | BIN JPL LCDB] (enlace roto disponible en Internet Archive; véase el historial, la primera versión y la última). |
| (16974) Iphthime  | L4      | 57.3    | 0.767     | 1998    | 45.5     | 78.9        | S/2013 (16974) 1        | 2013       | 34.9       | 179        | 78.96      | BIN JPL LCDB] (enlace roto disponible en Internet Archive; véase el historial, la primera versión y la última). |
| (17365) 1978 VF11 | L5      | 42.6    | 0.843     | 1978    | 32.6     | 12.672      | S/2005 (17365) 1        | 2005       | 27.5       | 43         | 12.672     | BIN JPL LCDB] (enlace roto disponible en Internet Archive; véase el historial, la primera versión y la última). |
| (29314) Eurydamas | L5      | 40      | 0.737     | 1994    | 32       | 15.035      | S/2005 (29314) 1        | 2005       | 24         | 41         | 15.036     | BIN JPL LCDB] (enlace roto disponible en Internet Archive; véase el historial, la primera versión y la última). |

### Centauros
Solo hay 2 centauros con lunas, pero realmente son sistemas de anillo más que lunas.
| Nombre           | Diámetro (km) (o dimensión) | Nombre de la luna | Nombre de la luna | Diámetro de la luna (km) (o dimensión) | Distancia (km) | Periodo orbital (horas) | Refs        |
| ---------------- | --------------------------- | ----------------- | ----------------- | -------------------------------------- | -------------- | ----------------------- | ----------- |
| (10199) Chariklo | 248 ± 18                    | anillos           | 2013C1R           | 6.3 + 0.11                             | 390.6 + 3.3    | 16.65–                  | BIN JPL     |
| (10199) Chariklo | 248 ± 18                    | anillos           | 2013C2R           | 3.4 + 0.14                             | 404.8 + 3.3    | 17.56?                  | BIN JPL     |
| (2060) Chiron    | 233 + 14                    | anillos           | ring 1            | 3                                      | 324 + 10       | 33.84                   | Unconf. JPL |
| (2060) Chiron    | 233 + 14                    | anillos           | ring 2            | 7                                      | 324 + 10       | 33.84                   | Unconf. JPL |

### Objetos transneptunianos
Se sabe que 87 objetos transneptunianos tienen lunas, con un total de 93 lunas descubiertas. Los posibles candidatos a binarios con un estado no confirmado se muestran sobre un fondo oscuro.
| Sistema                            | Sistema | Sistema | Sistema                        | Sistema | Primario | Primario    | Secundario                   | Secundario | Secundario | Secundario | Secundario | Refs |
| Designación                        | Clase   | De (km) | s/p-ratio                      | YOD     | Dp (km)  | RTp (horas) | Designación                  | YOD        | Ds (km)    | as (km)    | Ps (días)  | Refs |
| ---------------------------------- | ------- | ------- | ------------------------------ | ------- | -------- | ----------- | ---------------------------- | ---------- | ---------- | ---------- | ---------- | --- |
| (26308) 1998 SM165                 | PLU     | 280     | 0.302                          | 1998    | 268      | 8.4         | S/2001 (26308) 1             | 2001       | 81         | 11377      | 130.158    | BIN JPL LCDB] (enlace roto disponible en Internet Archive; véase el historial, la primera versión y la última).      |
| (38628) Huya                       | PLU     | 458     | 0.525                          | 2000    | 406      | 5.28        | S/2012 (38628) 1             | 2012       | 213        | 1740       | 3.2        | BIN JPL LCDB] (enlace roto disponible en Internet Archive; véase el historial, la primera versión y la última).      |
| (42355) Typhon                     | SDO     | 185     | 0.55                           | 2002    | 162      | 9.67        | Echidna (Typhon I)           | 2006       | 89         | 1580       | 18.982     | BIN JPL LCDB] (enlace roto disponible en Internet Archive; véase el historial, la primera versión y la última).      |
| (47171) Lempo                      | PLU     | 393     | 0.486 0.927                    | 1999    | 272      | 45.763      | Paha (Lempo I)               | 2001       | 132        | 7411       | 50.3       | BIN JPL LCDB] (enlace roto disponible en Internet Archive; véase el historial, la primera versión y la última).      |
| (47171) Lempo                      | PLU     | 393     | 0.486 0.927                    | 1999    | 272      | 45.763      | Hiisi (Lempo II)             | 2007       | 251        | 867        | 1.907      | BIN JPL LCDB] (enlace roto disponible en Internet Archive; véase el historial, la primera versión y la última).      |
| (48639) 1995 TL8                   | SDO     | 194     | 0.457                          | 1995    | 176      | –           | S/2002 (48639) 1             | 2002       | 80         | 420        | 1.4        | BIN JPL LCDB Archivado el 5 de enero de 2019 en Wayback Machine.                                                     |
| (50000) Quaoar                     | CUB     | 1074    | 0.076                          | 2002    | 1070     | 8.839       | Weywot (Quaoar I)            | 2006       | 81         | 13800      | 12.26      | BIN JPL LCDB] (enlace roto disponible en Internet Archive; véase el historial, la primera versión y la última).      |
| (55637) 2002 UX25                  | CUB     | 697     | 0.316                          | 2002    | 665      | 14.382      | S/2007 (55637) 1             | 2007       | 210        | 4770       | 8.309      | BIN JPL LCDB] (enlace roto disponible en Internet Archive; véase el historial, la primera versión y la última).      |
| (58534) Logos                      | CUB     | 106     | 0.766                          | 1997    | 82       | –           | Zoe (Logos I)                | 2001       | 67         | 8217       | 309.87     | BIN JPL LCDB] (enlace roto disponible en Internet Archive; véase el historial, la primera versión y la última).      |
| (60458) 2000 CM114                 | SDO     | 211     | 0.769                          | 2000    | 167      | –           | S/2006 (60458) 1             | 2006       | 128        | 2200       | 15         | BIN JPL LCDB] (enlace roto disponible en Internet Archive; véase el historial, la primera versión y la última).      |
| (60621) 2000 FE8                   | 2:5     | 183     | 0.759                          | 2000    | 146      | –           | S/2007 (60621) 1             | 2007       | 111        | 1180       | 7.5        | BIN JPL LCDB] (enlace roto disponible en Internet Archive; véase el historial, la primera versión y la última).      |
| (65489) Ceto                       | SDO     | 281     | 0.764                          | 2003    | 223      | 4.43        | Phorcys (Ceto I)             | 2006       | 171        | 1840       | 9.554      | BIN JPL LCDB] (enlace roto disponible en Internet Archive; véase el historial, la primera versión y la última).      |
| (66652) Borasisi                   | CUB     | 163     | 0.817                          | 1999    | 126      | 6.4         | Pabu (Borasisi I)            | 2003       | 103        | 4528       | 46.2888    | BIN JPL LCDB] (enlace roto disponible en Internet Archive; véase el historial, la primera versión y la última).      |
| (79360) Sila–Nunam                 | CUB     | 343     | 0.944                          | 1997    | 249      | 300.2388    | Nunam                        | 2002       | 236        | 2777       | 12.51      | BIN JPL LCDB] (enlace roto disponible en Internet Archive; véase el historial, la primera versión y la última).      |
| (80806) 2000 CM105                 | CUB     | 201     | 0.759                          | 2000    | 160      | –           | S/2005 (80806) 1             | 2002       | 121        | 2700       | 23         | BIN JPL LCDB] (enlace roto disponible en Internet Archive; véase el historial, la primera versión y la última).      |
| (82075) 2000 YW134                 | 3:8     | 229     | 0.347                          | 2000    | 216      | –           | S/2005 (82075) 1             | 2002       | 75         | 1900       | 10         | BIN JPL LCDB] (enlace roto disponible en Internet Archive; véase el historial, la primera versión y la última).      |
| (82157) 2001 FM185                 | CUB     | 183     | 0.867                          | 2001    | 138      | –           | S/2008 (82157) 1             | 2008       | 120        | 3130       | 33         | BIN JPL LCDB] (enlace roto disponible en Internet Archive; véase el historial, la primera versión y la última).      |
| (88611) Teharonhiawako             | CUB     | 220     | 0.724                          | 2001    | 178      | 9.505       | Sawiskera (Teharonhiawako I) | 2001       | 129        | 27670      | 828.76     | BIN JPL LCDB] (enlace roto disponible en Internet Archive; véase el historial, la primera versión y la última).      |
| (90482) Orcus                      | PLU     | 958     | 0.31                           | 2004    | 917      | 13.18841    | Vanth (Orcus I)              | 2005       | 276        | 9006       | 9.539      | BIN JPL LCDB] (enlace roto disponible en Internet Archive; véase el historial, la primera versión y la última).      |
| (119067) 2001 KP76                 | CUB     | 211     | 0.955                          | 2001    | 153      | –           | S/2007 (119067) 1            | 2007       | 146        | 8900       | 130        | BIN JPL LCDB] (enlace roto disponible en Internet Archive; véase el historial, la primera versión y la última).      |
| (119979) 2002 WC19                 | 1:2     | 461     | 0.316                          | 2002    | 440      | –           | S/2007 (119979) 1            | 2006       | 139        | 4090       | 8.403      | BIN JPL LCDB] (enlace roto disponible en Internet Archive; véase el historial, la primera versión y la última).      |
| (120347) Salacia                   | CUB     | 901     | 0.344                          | 2004    | 854      | 6.5         | Actaea (Salacia I)           | 2006       | 286        | 5619       | 5.4938     | BIN JPL LCDB] (enlace roto disponible en Internet Archive; véase el historial, la primera versión y la última).      |
| (123509) 2000 WK183                | CUB     | 146     | 0.951                          | 2000    | 106      | –           | S/2007 (123509) 1            | 2005       | 101        | 2366       | 30.917     | BIN JPL LCDB] (enlace roto disponible en Internet Archive; véase el historial, la primera versión y la última).      |
| (134340) Pluto                     | PLU     | 2666    | 0.511 0.018 0.016 0.012 0.0025 | 1930    | 2380     | 153.2935    | Charon (Pluto I)             | 1978       | 1212       | 19573      | 6.3872     | BIN JPL LCDB] (enlace roto disponible en Internet Archive; véase el historial, la primera versión y la última).      |
| (134340) Pluto                     | PLU     | 2666    | 0.511 0.018 0.016 0.012 0.0025 | 1930    | 2380     | 153.2935    | Nix (Pluto II)               | 2005       | 43         | 48694      | 24.8546    | BIN JPL LCDB] (enlace roto disponible en Internet Archive; véase el historial, la primera versión y la última).      |
| (134340) Pluto                     | PLU     | 2666    | 0.511 0.018 0.016 0.012 0.0025 | 1930    | 2380     | 153.2935    | Hydra (Pluto III)            | 2005       | 38         | 64738      | 38.2018    | BIN JPL LCDB] (enlace roto disponible en Internet Archive; véase el historial, la primera versión y la última).      |
| (134340) Pluto                     | PLU     | 2666    | 0.511 0.018 0.016 0.012 0.0025 | 1930    | 2380     | 153.2935    | Kerberos (Pluto IV)          | 2011       | 9          | 57783      | 32.1676    | BIN JPL LCDB] (enlace roto disponible en Internet Archive; véase el historial, la primera versión y la última).      |
| (134340) Pluto                     | PLU     | 2666    | 0.511 0.018 0.016 0.012 0.0025 | 1930    | 2380     | 153.2935    | Styx (Pluto V)               | 2012       | 6          | 42656      | 20.1616    | BIN JPL LCDB] (enlace roto disponible en Internet Archive; véase el historial, la primera versión y la última).      |
| (134860) 2000 OJ67                 | CUB     | 175     | 0.783                          | 2000    | 138      | –           | S/2003 (134860) 1            | 2003       | 108        | 2270       | 22.0584    | BIN JPL LCDB] (enlace roto disponible en Internet Archive; véase el historial, la primera versión y la última).      |
| (136108) Haumea                    | HAU     | 1425    | 0.232 0.116                    | 2003    | 1379     | 3.9154      | Hiʻiaka (Haumea I)           | 2005       | 320        | 49880      | 49.462     | BIN JPL LCDB] (enlace roto disponible en Internet Archive; véase el historial, la primera versión y la última).      |
| (136108) Haumea                    | HAU     | 1425    | 0.232 0.116                    | 2003    | 1379     | 3.9154      | Namaka (Haumea II)           | 2005       | 160        | 25657      | 18.2783    | BIN JPL LCDB] (enlace roto disponible en Internet Archive; véase el historial, la primera versión y la última).      |
| (136199) Eris                      | SDO     | 2380    | 0.301                          | 2003    | 2326     | 378.6       | Dysnomia (Eris I)            | 2005       | 700        | 37460      | 15.7859    | BIN JPL LCDB] (enlace roto disponible en Internet Archive; véase el historial, la primera versión y la última).      |
| (136472) Makemake                  | CUB     | 1440    | 0.122                          | 2005    | 1430     | 7.771       | S/2015 (136472) 1            | 2015       | 175        | 21100+     | 12.4       | BIN JPL LCDB] (enlace roto disponible en Internet Archive; véase el historial, la primera versión y la última).      |
| (139775) 2001 QG298                | PLU     | 179     | 0.867                          | 2001    | 135      | 13.7744     | S/2004 (139775) 1            | 2003       | 117        | 172        | 0.5739     | BIN JPL LCDB] (enlace roto disponible en Internet Archive; véase el historial, la primera versión y la última).      |
| (148780) Altjira                   | CUB     | 331     | 0.899                          | 2001    | 246      | –           | S/2007 (148780) 1            | 2006       | 221        | 9904       | 139.56     | BIN JPL LCDB] (enlace roto disponible en Internet Archive; véase el historial, la primera versión y la última).      |
| (160091) 2000 OL67[cita requerida] | CUB     | 192     | 0.759                          | 2000    | 153      | –           | S/2007 (160091) 1            | 2007       | 116        | 7800       | 120        | BIN JPL LCDB] (enlace roto disponible en Internet Archive; véase el historial, la primera versión y la última).      |
| (160256) 2002 PD149                | CUB     | 242     | 0.832                          | 2002    | 186      | –           | S/2007 (160256) 1            | 2007       | 155        | 24400      | 470        | BIN JPL LCDB] (enlace roto disponible en Internet Archive; véase el historial, la primera versión y la última).      |
| (174567) Varda                     | CUB     | 792     | 0.513                          | 2003    | 705      | 5.91        | Ilmarë (Varda I)             | 2009       | 361        | 4800       | 5.7508     | BIN JPL LCDB] (enlace roto disponible en Internet Archive; véase el historial, la primera versión y la última).      |
| (182933) 2002 GZ31                 | SDO     | 231     | 0.631                          | 2002    | 195      | –           | S/2006 (182933) 1            | 2006       | 123        | 2060       | 12         | BIN JPL LCDB] (enlace roto disponible en Internet Archive; véase el historial, la primera versión y la última).      |
| (208996) Achlys                    | PLU     | 727     | 0.1                            | 2003    | 723      | 13.44       | S/2005 (208996) 1            | 2005       | 72         | 7200       | 12         | BIN JPL LCDB Archivado el 13 de marzo de 2020 en Wayback Machine.                                                    |
| (225088) Gonggong                  | 3:10    | 1535    | 0.2                            | 2007    | 1535     | 44.81       | xiangliu                     | 2010       | 300        | 15000      | 6          | BIN JPL LCDB] (enlace roto disponible en Internet Archive; véase el historial, la primera versión y la última).      |
| (229762) Gǃkúnǁʼhòmdímà            | SDO     | 599     | 0.175                          | 2007    | 590      | 11.05       | Gǃòʼé ǃHú (Gǃkúnǁʼhòmdímà I) | 2008       | 103        | 3600       | 5.9        | BIN JPL LCDB] (enlace roto disponible en Internet Archive; véase el historial, la primera versión y la última).      |
| (275809) 2001 QY297                | CUB     | 229     | 0.912                          | 2001    | 169      | 11.68       | S/2006 (275809) 1            | 2006       | 154        | 9960       | 138.11     | BIN JPL LCDB] (enlace roto disponible en Internet Archive; véase el historial, la primera versión y la última).      |
| (303712) 2005 PR21                 | CUB     | 265     | 0.603                          | 2005    | 227      | –           | S/2007 (303712) 1            | 2007       | 137        | 3600       | 22         | BIN JPL LCDB] (enlace roto disponible en Internet Archive; véase el historial, la primera versión y la última).      |
| (341520) Mors-Somnus               | PLU     | 141     | 0.955                          | 2007    | 102      | 9.28        | S/2007 (341520) 1            | 2007       | 97         | 21040      | 971.7      | BIN JPL LCDB] (enlace roto disponible en Internet Archive; véase el historial, la primera versión y la última).      |
| (364171) 2006 JZ81                 | CUB     | 145     | 0.637                          | 2006    | 122      | –           | S/2006 (364171) 1            | 2006       | 78         | 33000      | 1500       | BIN JPL LCDB] (enlace roto disponible en Internet Archive; véase el historial, la primera versión y la última).      |
| (385446) Manwë                     | 4:7     | 185     | 0.58                           | 2003    | 160      | –           | Thorondor (Manwë I)          | 2006       | 92         | 6674       | 110.176    | BIN JPL LCDB] (enlace roto disponible en Internet Archive; véase el historial, la primera versión y la última).      |
| (469420) 2001 XP254                | 3:5     | 133     | 0.711                          | 2001    | 108      | –           | S/2008 (2001 XP254) 1        | 2008       | 77         | 1200       | 12         | BIN JPL LCDB] (enlace roto disponible en Internet Archive; véase el historial, la primera versión y la última).      |
| (469505) 2003 FE128                | 1:2     | 221     | 0.735                          | 2003    | 178      | 5.85        | S/2010 (2003 FE128) 1        | 2010       | 131        | 2140       | 14         | BIN JPL LCDB] (enlace roto disponible en Internet Archive; véase el historial, la primera versión y la última).      |
| (469514) 2003 QA91                 | CUB     | 260     | 0.955                          | 2003    | 188      | –           | S/2006 (2003 QA91) 1         | 2006       | 180        | 1900       | 9.1        | BIN JPL LCDB] (enlace roto disponible en Internet Archive; véase el historial, la primera versión y la última).      |
| (469705) ǂKá̦gára                   | CUB     | 174     | 0.762                          | 2005    | 138      | 9.65        | ǃHãunu (ǂKá̦gára I)           | 2009       | 105        | 7700       | 128.11     | BIN JPL LCDB] (enlace roto disponible en Internet Archive; véase el historial, la primera versión y la última).      |
| (508788) 2000 CQ114                | CUB     | 175     | 0.871                          | 2000    | 132      | –           | S/2003 (2000 CQ114) 1        | 2003       | 115        | 6930       | 220.7      | BIN JPL LCDB] (enlace roto disponible en Internet Archive; véase el historial, la primera versión y la última).      |
| (508869) 2002 VT130                | CUB     | 324     | 0.817                          | 2002    | 251      | –           | S/2008 (2002 VT130) 1        | 2008       | 205        | 2490       | 9.8        | BIN JPL LCDB] (enlace roto disponible en Internet Archive; véase el historial, la primera versión y la última).      |
| (523624) 2008 CT190                | SDO     | 350     | 0.83                           | 2008    | 270      | –           | S/2012 (2008 CT190) 1        | 2012       | 220        | 1300       | 3.3        | BIN JPL LCDB] (enlace roto disponible en Internet Archive; véase el historial, la primera versión y la última).      |
| 1998 WV24                          | CUB     | 146     | 0.871                          | 1998    | 110      | –           | S/2007 (1998 WV24) 1         | 2007       | 96         | 1420       | 14         | BIN JPL 1998+WV24 (enlace roto disponible en Internet Archive; véase el historial, la primera versión y la última).  |
| 1998 WW31                          | CUB     | 192     | 0.833                          | 1998    | 148      | –           | S/2000 (1998 WW31) 1         | 2000       | 123        | 22620      | 587.3      | BIN JPL 1998+WW31 (enlace roto disponible en Internet Archive; véase el historial, la primera versión y la última).  |
| 1999 OJ4                           | CUB     | 104     | 0.96                           | 1999    | 75       | –           | S/2002 (1999 OJ4) 1          | 2002       | 72         | 3267       | 84.12      | BIN JPL 1999+OJ4 (enlace roto disponible en Internet Archive; véase el historial, la primera versión y la última).   |
| 1999 RT214                         | CUB     | 121     | 0.689                          | 1999    | 100      | –           | S/2006 (1999 RT214) 1        | 2006       | 69         | 3310       | 64         | BIN JPL 1999+RT214 (enlace roto disponible en Internet Archive; véase el historial, la primera versión y la última). |
| (523983) 1999 RY214                | CUB     | 146     | 0.605                          | 1999    | 125      | –           | S/2008 (1999 RY214) 1        | 2008       | 76         | 1500       | 15         | BIN JPL LCDB] (enlace roto disponible en Internet Archive; véase el historial, la primera versión y la última).      |
| 1999 XY143                         | CUB     | 278     | 0.839                          | 1999    | 213      | –           | S/2008 (1999 XY143) 1        | 2008       | 179        | 2670       | 14         | BIN JPL 1999+XY143 (enlace roto disponible en Internet Archive; véase el historial, la primera versión y la última). |
| 2000 CF105                         | CUB     | 81      | 0.78                           | 2000    | 63.6     | –           | S/2002 (2000 CF105) 1        | 2002       | 50         | 33300      | 3989       | BIN JPL 2000+CF105 (enlace roto disponible en Internet Archive; véase el historial, la primera versión y la última). |
| 2000 QL251                         | 1:2     | 206     | 0.967                          | 2000    | 148      | –           | S/2006 (2000 QL251) 1        | 2006       | 143        | 5002       | 56.451     | BIN JPL 2000+QL251 (enlace roto disponible en Internet Archive; véase el historial, la primera versión y la última). |
| 2000 WT169                         | CUB     | 265     | 0.82                           | 2000    | 205      | –           | S/2008 (2000 WT169) 1        | 2008       | 168        | 2600       | 14         | BIN JPL 2000+WT169 (enlace roto disponible en Internet Archive; véase el historial, la primera versión y la última). |
| 2001 FL185                         | CUB     | 167     | 0.617                          | 2001    | 142      | –           | S/2006 (2001 FL185) 1        | 2006       | 88         | 1900       | 17         | BIN JPL 2001+FL185 (enlace roto disponible en Internet Archive; véase el historial, la primera versión y la última). |
| 2001 QC298                         | CUB     | 303     | 0.817                          | 2001    | 235      | 7.78        | S/2002 (2001 QC298) 1        | 2002       | 192        | 3813       | 19.23      | BIN JPL 2001+QC298 (enlace roto disponible en Internet Archive; véase el historial, la primera versión y la última). |
| 2001 QQ322                         | CUB     | 231     | 0.912                          | 2001    | 171      | –           | S/2007 (2001 QQ322) 1        | 2007       | 156        | 3890       | 32         | BIN JPL 2001+QQ322 (enlace roto disponible en Internet Archive; véase el historial, la primera versión y la última). |
| 2001 QW322                         | CUB     | 180     | 0.986                          | 2001    | 128      | –           | S/2001 (2001 QW322) 1        | 2001       | 126        | 102100     | 6280       | BIN JPL 2001+QW322 (enlace roto disponible en Internet Archive; véase el historial, la primera versión y la última). |
| (524217) 2001 RZ143                | CUB     | 140     | 0.832                          | 2001    | 108      | –           | S/2001 (2001 RZ143) 1        | 2001       | 90         | 1560       | 17         | BIN JPL LCDB Archivado el 29 de septiembre de 2020 en Wayback Machine.                                               |
| (524366) 2001 XR254                | CUB     | 221     | 0.826                          | 2001    | 171      | –           | S/2005 (2001 XR254) 1        | 2006       | 140        | 9310       | 125.58     | BIN JPL LCDB] (enlace roto disponible en Internet Archive; véase el historial, la primera versión y la última).      |
| 2002 VF130                         | CUB     | 160     | 0.867                          | 2002    | 121      | –           | S/2008 (2002 VF130) 1        | 2008       | 105        | 22400      | 760        | BIN JPL 2002+VF130 (enlace roto disponible en Internet Archive; véase el historial, la primera versión y la última). |
| (524531) 2002 XH91                 | CUB     | 350     | 0.619                          | 2002    | 298      | –           | S/2008 (2002 XH91) 1         | 2008       | 185        | 19900      | 190        | BIN JPL LCDB] (enlace roto disponible en Internet Archive; véase el historial, la primera versión y la última).      |
| 2003 HG57                          | CUB     | 221     | 1                              | 2003    | 156      | –           | S/2010 (2003 HG57) 1         | 2010       | 156        | 13200      | 210        | BIN JPL 2003+HG57 (enlace roto disponible en Internet Archive; véase el historial, la primera versión y la última).  |
| 2003 QY90                          | CUB     | 114     | 0.986                          | 2003    | 81       | 3.4         | S/2003 (2003 QY90) 1         | 2003       | 80         | 8549       | 309.7      | BIN JPL 2003+QY90 (enlace roto disponible en Internet Archive; véase el historial, la primera versión y la última).  |
| 2003 QR91                          | CUB     | 280     | 0.912                          | 2003    | 207      | –           | S/2007 (2003 QR91) 1         | 2007       | 189        | 1790       | 7.5        | BIN JPL 2003+QR91 (enlace roto disponible en Internet Archive; véase el historial, la primera versión y la última).  |
| 2003 TJ58                          | CUB     | 83      | 0.787                          | 2003    | 65       | –           | S/2006 (2003 TJ58) 1         | 2006       | 51         | 3840       | 137.68     | BIN JPL 2003+TJ58 (enlace roto disponible en Internet Archive; véase el historial, la primera versión y la última).  |
| 2003 UN284                         | CUB     | 149     | 0.667                          | 2003    | 124      | –           | S/2003 (2003 UN284) 1        | 2003       | 83         | 54000      | 3180       | BIN JPL 2003+UN284 (enlace roto disponible en Internet Archive; véase el historial, la primera versión y la última). |
| 2003 WU188                         | CUB     | 220-    | 0.724                          | 2003    | 178      | –           | S/2007 (2003 WU188) 1        | 2007       | 129        | 1300       | 6.5        | BIN JPL 2003+WU188 (enlace roto disponible en Internet Archive; véase el historial, la primera versión y la última). |
| 2003 YS179                         | CUB     | 167     | 0.871                          | 2003    | 126      | –           | S/2008 (2003 YS179) 1        | 2008       | 110        | 7830       | 150        | BIN JPL 2003+YS179 (enlace roto disponible en Internet Archive; véase el historial, la primera versión y la última). |
| 2003 YU179                         | CUB     | 167     | 0.55                           | 2003    | 146      | –           | S/2008 (2003 YU179) 1        | 2008       | 80         | 2000       | 18         | BIN JPL 2003+YU179 (enlace roto disponible en Internet Archive; véase el historial, la primera versión y la última). |
| 2004 KB19                          | PLU     | 146     | 0.95                           | 2004    | 105      | –           | S/2012 (2004 KB19) 1         | 2012       | 100        | 3400       | 53         | BIN JPL 2004+KB19 (enlace roto disponible en Internet Archive; véase el historial, la primera versión y la última).  |
| 2004 KH19                          | CUB     | 221     | 0.721                          | 2004    | 179      | –           | S/2011 (2004 KH19) 1         | 2011       | 129        | 13000      | 210        | BIN JPL 2004+KH19 (enlace roto disponible en Internet Archive; véase el historial, la primera versión y la última).  |
| 2004 PB108                         | CUB     | 277     | 0.544                          | 2004    | 243      | –           | S/2006 (2004 PB108) 1        | 2006       | 132        | 10400      | 97.02      | BIN JPL 2004+PB108 (enlace roto disponible en Internet Archive; véase el historial, la primera versión y la última). |
| (525462) 2005 EO304                | CUB     | 171     | 0.513                          | 2005    | 152.4    | –           | S/2005 (2005 EO304) 1        | 2005       | 78         | 69800      | 3579       | BIN JPL LCDB] (enlace roto disponible en Internet Archive; véase el historial, la primera versión y la última).      |
| 2005 GD187                         | CUB     | 160     | 0.832                          | 2005    | 123      | –           | S/2009 (2005 GD187) 1        | 2009       | 102        | 7600       | 150        | BIN JPL 2005+GD187 (enlace roto disponible en Internet Archive; véase el historial, la primera versión y la última). |
| 2005 VZ122                         | CUB     | 133     | 0.398                          | 2005    | 124      | –           | S/2008 (2005 VZ122) 1        | 2008       | 49         | 2300       | 30         | BIN JPL 2005+VZ122 (enlace roto disponible en Internet Archive; véase el historial, la primera versión y la última). |
| 2006 BR284                         | CUB     | 114     | 0.794                          | 2006    | 89.8     | –           | S/2006 (2006 BR284) 1        | 2006       | 71         | 25300      | 1501       | BIN JPL 2006+BR284 (enlace roto disponible en Internet Archive; véase el historial, la primera versión y la última). |
| 2006 CH69                          | CUB     | 129     | 0.817                          | 2006    | 100      | –           | S/2004 (2006 CH69) 1         | 2004       | 82         | 27000      | 1420       | BIN JPL 2006+CH69 (enlace roto disponible en Internet Archive; véase el historial, la primera versión y la última).  |
| 2006 SF369                         | 1:3     | 201     | 0.977                          | 2006    | 144      | –           | S/2007 (2006 SF369) 1        | 2007       | 141        | 3120       | 28         | BIN JPL 2006+SF369 (enlace roto disponible en Internet Archive; véase el historial, la primera versión y la última). |
| (532037) Chiminigagua              | SDO     | 765     | 0.25                           | 2013    | 740      | –           | S/2018 (2013 FY27) 1         | 2018       | 190        | 9800       | 15         | BIN JPL LCDB] (enlace roto disponible en Internet Archive; véase el historial, la primera versión y la última).      |
| 2014 LQ28                          | CUB     | 320     | 0.83                           | 2014    | 250      | –           | S/2016 (2014 LQ28) 1         | 2016       | 210        | 24000      | 290        | BIN JPL LCDB Archivado el 29 de septiembre de 2020 en Wayback Machine.                                               |
| 2015 QL14                          | CUB     | 180     | 0.9                            | 2015    | 130      | –           | S/2017 (2015 QL14) 1         | 2017       | 120        | 52000      | 2300       | BIN JPL 2015+QL14 (enlace roto disponible en Internet Archive; véase el historial, la primera versión y la última).  |
| HST5                               | –       | 190     | 1                              | 2005    | 135      | –           | n.a.                         | 2005       | 135        | 16400      | 1000       | BIN — |